# 桑島法子
桑島 法子（くわしま ほうこ、1975年12月12日 - ）は、日本の女性声優、歌手。岩手県胆沢郡金ケ崎町出身。青二プロダクション所属。

## 略歴

### 生い立ち
子供の頃から自分ではない「何か」になりたく、「そういった職業に就きたい」と思っていたという。幼少時は引っ込み思案だったが、NHKなどで舞台中継していた劇団四季の子供ミュージカルやテレビドラマを見て演劇に興味を持ちはじめる。地元で劇団四季の地方公演が開催される際には必ず親にチケットを取って貰い、家族で観するほどの熱の入れようだった。
あとは野田秀樹のプロデュースしていた舞台の中継も同じく放送されていたため、それもかかさず観ており、桑島の家にビデオデッキが入ってきた時は、録画をして台詞を全部暗記するぐらい何度も見ていた。宝塚も観ていたといい、中学時代はテレビ中継をビデオに録りひたすら見ていた。その時、周囲とは違い、少し変った子供だったかもしれず、「演じるということを職業にしたい」と考えていたという。
親も少し変った親だったため、自由に子供の自主性を尊重してもらい、特に「こうしてはいけない」というようなこともなく、「あまり親に迷惑をかけなければなってもいいよ」という感じだったという。

### 声優になるまで
小学生時代に叔父の家にあった『未来少年コナン』のビデオを見て熱中し、その後『風の谷のナウシカ』を見て衝撃を受け、声優に憧れ「宮崎アニメの主人公の男の子の声をやりたい」と卒業文集に書く。
中学生時代には学校に演劇部がなく、剣道部へ所属するが1年ほどで退部し、自ら部員を集めて演劇部を発足する。その時は「演劇部を作りたい」と思い教師へ相談に行き、教師が「5人集めれば部や同好会として認められると生徒会規則にはあるし、そんなにやりたいなら俺が顧問をやってあげてもいいよ」と言ってくれた。部員は5人集まり、中学2年生の春に発足したため、新1年生が入り、最終的に24名で活動開始したという。しかし声優になるための習い事ができるような環境ではなかった。同時に桑島と同じ年頃の人物が声優として活動しているのを見てたところ、うらやましく、「私も東京に生まれたかった」と思っていたという。当時の演劇部では桑島が部長で、文化祭や催し物で発表できるように発声練習なども結構頑張っていたが、やる気がある人物ばかりではなかったため、まとめるのが大変だった。桑島1人だけ一生懸命で、空回りしてしまっていたような感じだったという。中学時代の演劇部では、学校演劇の脚本集などから選んだりしていた。途中で顧問が家庭科の教師に代わったりしたこともあり、その教師が人形を作るため「人形劇をしてみよう」いうことにもなり、『ヘンゼルとグレーテル』、アンデルセン童話などもしていた。好きなように活動していたが、桑島自身としては演劇部としての活動も、「もう少し内容の濃いことをやりたい」と思っていた。しかし顧問も演劇経験がある人物ではなかったことから、部というよりも同好会に近かったのかもしれず、結局、演劇部も桑島が卒業して2年ほどで人が足りなくなり、廃部となったという。中学3年時に、高校演劇の東北大会が岩手県の会場で行われた際に初めて観劇し、「青春だな」と感銘を受け、自身も絶対これに出場すると決意。高校は岩手県立黒沢尻北高等学校に入学。高校時代の演劇部は初めての挫折であり、東北大会はおろか県大会にすら出場できず、公演を行っても反省点ばかりで、次第に落ち込んでいったという。やがて演劇部での活動にも嫌気が差し、周囲との折り合いも良くなかったこともあり、退部する。高校にいる目的がわからなくなってしまったことで深いジレンマに陥り、高校2年ごろから通学しなくなった。桑島曰く、高校時代は灰色の時代だったという。高校在学時、勝田声優学院の通信講座を受講。カセットテープに声を吹き込み、それを校長の勝田久が添削していた。進級時の出席日数が足りなかった為、3年次からは岩手県立杜陵高等学校に編入した。
教師とも面談し、進路も色々考えたという。同級生の中に、フラメンコをやりたい人物、目的があって通学している人物もいることなど、桑島が特殊なケースではないことなども教えてもらえた。この1年間は映画を観たり、本を読んだりと自分の時間が多く持てたため、考える時間がたくさんあり、有意義な時間だったと語る。以前から視野にあったのは劇団四季への入団だったが、バレエや声楽といった基礎がなかったため、「私には無理かな」と断念した。第二の候補は劇団の養成所に入所することだったが、入団したい劇団が具体的には思い浮かばないことに気付く。並行して調べていたのが声優の養成所であり、焦って訳もわからず劇団に入団し最初に大きな壁にぶつかるよりも、「声優養成所へ行こう」という考えに至ったという。声の仕事にも興味があり、1年間で結果が出るという点や、日本舞踊、ダンスなどの授業もあり、舞台の基礎も学べるため、養成所へ通っている1年間の中で入団したい劇団をリサーチし、「チャレンジしてもいいかな」と考え、父親と共に上京し、ビジネスホテルへ泊まり、青二塾を受験した。結果的には、青二塾しか受けておらず、合格した時は嬉しかったという。

### キャリア
卒業後は声優になるべく単身で上京。1994年に青二塾に東京校15期として入塾。同時に親が親戚に住む所について相談していたところ、「女の子のひとり暮らしは危ない」と大分脅かされたようで学生寮に住み、同塾卒業後は一人暮らしを始めて、部屋を探していた。卒業公演では通りすがりでやられてしまう天使役をもらい、卒業後のオーディションで、71人ほどのうち20人ほどの合格者に入り、青二プロダクションに所属する。
青二プロダクションのジュニアになってプロを実感されたのは事務所に顔を出した時や初仕事の時だった。事務所は、マネージャーがいたり、先輩の役者もいたりして緊張していたといい、初仕事は青二プロダクションに所属してから1ヶ月ぐらいであり、その時はとても幸せだった。
初仕事はセシール『のびのびくらぶ』付録(1995年7月号〜 ）生徒役。アニメ声優デビューは1995年のテレビアニメ『美少女戦士セーラームーンSS』（女生徒役）であった。翌1996年にはテレビアニメ『機動戦艦ナデシコ』にてヒロイン「ミスマル・ユリカ」役を得て、人気を博す。1998年のテレビアニメ『Bビーダマン爆外伝』（しろボン役）で初主演を果たし、1999年のテレビアニメ『神風怪盗ジャンヌ』（日下部まろん / 怪盗ジャンヌ役）でも再主演を果たした。

### 現在まで
2010年に岩手県の希望郷いわて文化大使に就任した。

## 人物

### 特色・趣味
声優としては、多数のアニメ、洋画、ゲームに出演しており、多数のCDもリリースしている。
色々な役を演じることについては苦にならず、楽しく、現場ごとの切りかえも、わりとすんなり出来るほうである。最初の頃、急に忙しくなっていた時には、驚き、1日に2本収録があり、ひとつが男の子役でひとつがとても大人なお姉さん役だったりしたこともあったという。
1週間に1本だけの主役の収録だった頃は、全力投球できたが、その時は2本とも主役で今までとは、違うプレッシャーが生まれてきた。していく中で自分で自分のペース配分を覚え、徐々に複数の現場をこなしていけるようになったという。
仕事をする上で大事にされていることは決めつけるのが好きではなく、どの仕事に対しても「フラットでいたい」と考えている。最終的に現場で変わってしまうこともあり、相手の役者の出方によって変わっていくこともあり、家でも練習していくが、現場で出来あがるものを大事にしている。あまり凝り固まり「こうでなければいけない」と思い込み、台本、役に向き合ったりせず、「その瞬間、瞬間で自分が表現したい」と思うことを表現するように心がけているという。
これまで声を演じてきた中で思い入れの強いキャラクターに『機動戦艦ナデシコ』のミスマル・ユリカを挙げている。また初主演作であり、明るい少年役を強く希望していたところに受かった「Bビーダマン爆外伝シリーズ」のしろボンや『スター・ウォーズ ドロイドの大冒険』のコビー、長い間演じた『犬夜叉』の珊瑚にも並ならぬ思い入れがあると語っている。『犬夜叉』の珊瑚役は「私の分身だな」と思ったといい、大きな哀しみを背負っているキャラクターで、当初は桑島なりの解釈で演じ、周囲にも「良かった」と言ってくれた。珊瑚役は割と心を閉ざしている女性で、桑島にも少し似ている部分があるため、「無理をせずに演じることができたんだ」と語っている。
登山と勉強も兼ねた芸術鑑賞（演劇・映画）が趣味。好きな音楽は洋楽、特に好きなミュージシャンとしてデヴィッド・ボウイやレディオヘッドを挙げている。イタリア料理が好物。好きな女優は大竹しのぶ。都会が苦手であり、出来ることなら岩手から新幹線通勤したい願望を持っている。
小野坂昌也曰く、かなりの人見知りで仲が良い人が一緒にいないと絶対に喋らないとも語っている。『彩雲国物語』で共演している緑川光や関智一から「リアルツンデレ（もしくはツンゲラ）」の称号を与えられ、緑川からは「ツンデレの師匠」とも言われ、浅野真澄からも「このツンデレめ。かわいいじゃねーか」とコメントされている。
本人はインターネットは苦手だと述べているが、Webラジオや、インターネットオークションなどを活用している。2012年12月12日の朗読夜では、現時点ではiPadでやっているとのこと。2015年には期間限定でTwitterを運営した。

### 交友
声優の豊嶋真千子と池澤春菜とは自他共に認める親友同士。池澤とは、『超重神グラヴィオン』において親友同士の役で共演したこともある。
自身が行っている宮沢賢治関連の活動をきっかけに小見川千明と交友を持つようになった。
折笠富美子とは、年齢も近いことや共演も多いことで仲良くなり、よく一緒に観劇に行ったりしている。また、後輩の小見川千明、中島愛、佐藤聡美、大空直美、三上枝織から憧れ尊敬されている。クロスアンジュのラジオにて堀江由衣とラジオ初共演した際に、堀江が新人のころに目標にしていた声優が桑島であり、その当時の桑島がとびぬけてすごかったと語っていた。
桑島のデビュー20周年記念のライブでは、交友のある三石琴乃、久川綾、緑川光、関智一、阪口大助、杉田智和からお祝いコメントが披露された。

### 宮沢賢治
同郷の宮沢賢治の作品を父親が朗読するのが好きだったこともあり、幼少時より親しんでいた。芝居など興味を持つようになってからは、父の朗読をテープに録音して、聞きながら、こっそり練習をしていた。習っていたピアノの先生を通じて、地元の劇団の中で宮沢賢治の作品だけを上演していた劇団の代表とも知り合うチャンスがあり、芝居にも招待してくれた。中学時代の昼休みの校内放送で、宮沢賢治の童話を朗読したりしていていたという。
青二塾時代、塾長が宮沢賢治が好きで、ある日の授業で地元の言葉を使って読むこと、宮沢賢治の童話『なめとこ山の熊』を読むように言われた。読み終わったところ、「これはお前にしかできないことだよな」と言われ、その時に「ああ、そうだ」と感じ、自分の良さを認めてくれて、勇気づけられた思いだったという。
ある時、職業としての声優の活動を続けていくためには、「1本の柱」が欲しいと思っていた。オーディションを受けて、落ちて、合格しての繰り返しで、合格しても、作品が終わるそういう目まぐるしい仕事生活の中で、「1本の柱」になるような活動がしたく、「一生続けられる"何か"が欲しいな」と思っていたという。
職業としての声優は切り替わっていくのが早く、昨日のこと、3日前にどんな仕事をしたのか思い出せないこともあり、20代の頃から「他の人になくて自分だけのものってなんだろう」、「その中で流されない自分を確立したい」、「私にしか表現できないものがあるんじゃないかな」とふと思った。当時、「このままで行くと自分の中に何も残らないのでは…」という危機感を抱いており、そう考えていた時に「ライフワークとしてやっていきたい」と思い浮かんだのが、宮澤賢治の朗読だったという。東京都内でも宮沢賢治が好きでその作品群を演じ続けている人物もたくさんおり、ライフワークにしている大ベテラン俳優もいたが、当時、若い人物は、まだあまりおらず、そこで「私がやる意味もあるかもしれない」と思ったという。
1996年、同郷の声優の平野正人に声を掛けられ、宮沢賢治の生誕100周年の朗読ステージで、石川啄木と宮沢賢治の作品を朗読する。周囲から好評で、「大事にやり続けたほうがいい」というアドバイスをくれてていた。青森県出身の事務所のマネージャーも聞いてくれて、青二塾の塾長と同じように「これは大事にしたほうがいいよ」と励ましの言葉をくれた。文化放送で2年間ほどパーソナリティーを務めていたラジオ番組でもクライアントがとても自由にしてくれており、途中から『銀河鉄道の夜』の朗読しようと提案していた。その時、許してくれて、毎回少しずつ朗読を始めて、リスナーからの反応が思っていた以上に好評だったという。
以後、賢治の作品を朗読する講演会「朗読夜」をライフワークとして定期的に開催したりプラネタリウム用映像作品『銀河鉄道の夜』に参加している。当初は20代で、宮沢賢治を読むには「年齢的に早すぎる」と思っている部分もあり、声優ブームと言われる中、客が来てくることから商業的に成り立つから行うという部分でのライブは「どうなんだろう」と迷うところもあった。その時、「今から始めておばあちゃんになるまでずっと続けることができたらそれもまた凄いことではないか」と思い、どうなるかは分からないが、「今はやりたい、朗読したい、その気持ちだけで、見切り発車でもやってみよう」と思い、ジレンマもあったが、踏み出した。色々と迷い、「私は本当に宮沢賢治が好きなのだろうか？」とまで深く考えてしまったこともあったという。
最初のころの出来はひどかったと語るが、根気よく聴き続けてくれたファンの皆がおり、続けていくうちに、なんとなくかたちになっていった。その間に、父を亡くしたが、その後は、怖いもの無しのような感覚になったという。
オリジナルアルバム『Flores 〜死者への花束』には宮沢の作品『原体剣舞連』が収録されている。原体剣舞連については、とある俳優が言った「若いうちにしか出来ない作品だから、若いうちにしかやらない」という言葉に影響され、声に張りがある間は朗読夜で『原体剣舞連』をやり続けたいと考えている。また父は『原体剣舞連』の朗読が得意だったという。前述の宮沢賢治の生誕100周年の朗読ステージの時に平野には、桑島の父親が『原体剣舞連』を朗読する話をしていたため、平野から「せっかくだから親父さんの節で『原体剣舞連』を朗読してみたら」というアドバイスをもらった。その時に桑島は人前で初めて『原体剣舞連』を朗読しており、当時はちょうど20歳の時で、父も20歳の頃に初めてこの詩に出会った。それ以来自分なりに朗読を重ねてきたという話を聞いていたため、この巡りあわせが、不思議な気がしていたという。
2009年9月22日、これらの活動が評価され、賢治の出身地である花巻市が設立・運営する「宮沢賢治学会イーハトーブセンター」の第19回宮沢賢治賞・イーハトーブ賞で、イーハトーブ賞奨励賞を受賞した。
2018年には、南部弁が駆使される若竹千佐子の芥川賞受賞作『おらおらでひとりいぐも』の、オーディオブックの朗読を担当した。同作のタイトルは賢治の詩「永訣の朝」から取られたものである。主人公の桃子役は年齢設定が70代であり、朗読するには「まだ早い」と言われるのではなかろうかと思った。その時に「怖気づくような、恐れ多いな」という思いもあったという。仕事のオファーをくれた時は、嬉しく、「断る」という選択肢はなかった。他の人に読まれたくなく、「これは私が読まなくちゃ」と使命感を感じる瞬間だったという。

### エピソード
- 家族に弟がいる[1][注 2]。
- 父親は公務員で、地域でスポーツ少年団の監督などもしたり[15]、友人から宮沢賢治の弟の宮沢清六が限定発売していたソノシートを録音したカセットテープをもらったことがきっかけで朗読もしていた[23]。
- 3歳の時に叔父の結婚式で『ユミちゃんの引越し』[注 4]を歌っていた[1]。
- 幼稚園時代からディズニー版のピーターパンが演じたかったといい、変身願望が人一倍強い子供だったという[13][14]。空想の世界で遊んでいたこともあり、最初は近所の子供たちを集め、「ピーターパンごっこ」、劇団の真似のような「ごっこ遊び」をしていた[14]。小学2年生の時に企画して、クラス皆で「『ピーターパン』をしましょう」ということを提案したり自ら台本を書いたり、ピーターパンを演じたりしていた[13]。普段はとても静かでおとなしく、クラスの中でも目立たない方だったため、担任の教師も「こんな静かな子がやりたがるなんて面白い」と感じてくれてたようだった[13]。演劇は情操教育になるということもあり、教師から協力を得られたのだと語り、その後もそのようなことをしたりしていたという[13]。普段は自己表現の苦手な子供だったが、演じるということで発散していたのかもしれず、小さな頃から芝居をしたいと思っていたことから、演じることは楽しかったという[13]。
- 小学6年生の時は担任が国語の教師で、朗読に力を入れており、その教師のもと、全国から教師が集まる研究授業で朗読を発表していた[20]。
- 中学時代は放送委員にも所属していた[23]。
- 青二の近くにあった銀座ルノアールでアルバイトをしていた[19]。
- デビュー間もない新人でありながらその声量は圧倒的で、千葉繁によれば収録中にマイクが壊れてしまったという。なお、千葉自身は数台壊したと付け加えている。
- 『波乗り!アニメジャーナル』ではパーソナリティーの會川昇と共に、独自の視点からアニメ評論を毎週のように行った。また、地元・岩手の制作による番組に度々出演している。1998年に岩手めんこいテレビ『mitザ・ヒューマン』（夕方のニュース番組）の「今年躍進する人」コーナーに登場した他、IBC岩手放送テレビ開局50周年番組として『桑島法子のイーハトーヴ朗読紀行（2003年）[29]』が製作されている。
- 『CLUB db』放送時、東京都庁舎の展望台に作られていた文化放送のサテライトスタジオ「sora」で公開録音をした。その時には約1000人のリスナーが集まり、同スタジオにおける集客記録（当時）を作った。ドラマCDで紅秀麗役の演技を聴いた『彩雲国物語』の原作者・雪乃紗衣は作品のアニメ化にあたり、他キャラクターの担当声優の変更は（人気声優ばかりだったため）妥協するが「秀麗だけはどうか桑島さんのままで」と強く希望した。後にアニメでも桑島が秀麗を演じると知り、雪乃はとても喜んだという。両者はプライベートでも親しく、携帯メールや年賀状を交換する仲である。朗読夜には毎回雪乃から花が贈られている。
- アニメーターの逢坂浩司への追悼文に、昔から憧れていた少年役（『機巧奇傳ヒヲウ戦記』のヒヲウ役）への思いや夢を実現させてくれた逢坂に最大の賛辞と感謝の意を表していた。
- 2008年秋以降、『ケロロ軍曹』『BLEACH』と連続して、療養していた川上とも子の代役となっていたが、2011年6月9日に川上が卵巣がんで死去したため、そのまま引き継いだ。
- 2002年のガンダム作品『機動戦士ガンダムSEED』では、フレイ・アルスターとナタル・バジルール役を一人二役を演じた。続編の『機動戦士ガンダムSEED DESTINY』では、ステラ・ルーシェ役でそのままレギュラー出演し、幼少のレイ・ザ・バレルも演じた。
- デビュー以来洋画の吹き替えもやりたいという希望を持っており、1996年からコンスタントに取り組んでいる。しかし当初は「アイドル声優」扱いされていたことから[注 5][14]、「これが本当に声優の仕事だろうか?」と悩み、一時「歌手活動はしない」と決めていたが、後に考え方に変化があり、キャラクターソングアルバムやオリジナルアルバムをリリースしている。

### 薄桜鬼について
女性向けアニメやゲームでの演技について、『薄桜鬼』で共演した三木眞一郎は、桑島のことを「女の子ファンを敵に回しかねないような役柄のお芝居ができる人はそうそういない。元々尊敬していて、好きな役者さんではあったが、改めて彼女の芝居は素敵だと感じた」と 自分を前に出さない演技ができる数少ない役者であると評価している。同じく森久保祥太郎も「演じ方によっては、女性ファンに嫌われちゃう可能性もあって。それが法ちゃんの力ですごく好感のもてる千鶴になった。千鶴の持っている純粋さをそのまま演じることができる人」と評価している。
薄桜鬼で桑島をキャスティングした音響監督の岩浪美和も「桑島さんは同性からも異性からも愛されキャラで千鶴みたいな人。まっすぐで周りの人に媚びない芯の強さも千鶴と重なる」とキャスティングに関して迷いがなかったとコメントしている。薄桜鬼の監督であるヤマサキオサムも、薄桜鬼のアニメは主人公が総スカンを食らえば終わりだと思っていたが、「桑島さんの演技のおかげで好かれており、声をお願いして本当によかった」とコメントし、スタッフからも絶大な信頼を得ている。
桑島本人も「2010年は千鶴との出会いが本当にすごく大きな事件だった」とこの作品を振り返り、OVA化で再び千鶴を演じることができてうれしいと喜んでいる。
劇場版第二章の公開に先立ち、あっという間に終わってしまう作品も多い中、約4年の歳月、1つの役、作品と向き合えたことは最高に幸せでしたとコメントしており、作品への感謝の気持ちをつづっていた。

## 出演
太字はメインキャラクター。

### テレビアニメ
1995年
- 美少女戦士セーラームーンSS（女生徒）

1996年
- 機動戦艦ナデシコ（1996年 - 1997年、ミスマル・ユリカ）
- ゲゲゲの鬼太郎（第4作）（1996年 - 1997年、子供、剛、直子、タケル、陽介、少年）

1997年
- VIRUS -VIRUS BUSTER SERGE-（キム）
- スレイヤーズTRY（フィリア＝ウル＝コプト）
- それいけ!アンパンマン（わんこちゃん、うめこ〈2代目〉）
- 中華一番!（ラン）

1998年
- ドクタースランプ（1998年 - 1999年、ヒヨコ、摘鶴燐、カゼ小僧、乙姫）
- どっきりドクター（小泉みゆき）
- Bビーダマン爆外伝（1998年 - 2000年、しろボン） - 2シリーズ
- MASTERキートン（平賀百合子）

1999年
- イソップワールド（イタッチ子供、クレア）
- 神風怪盗ジャンヌ（1999年 - 2000年、日下部まろん / 怪盗ジャンヌ）
- 鋼鉄天使くるみ（1999年 - 2001年、神維仲人） - 2シリーズ
- ゴクドーくん漫遊記（ココ姫）
- BLUE GENDER（マリーン・エンジェル）
- ベターマン（都古麻御、へーちん、チャンディー）
- 無限のリヴァイアス（蓬仙あおい、エリナ・リグビー）

2000年
- アルジェントソーマ（ハリエット・バーソロミュー、マキ・アガタ、ナレーション）
- 機巧奇傳ヒヲウ戦記（ヒヲウ）
- 銀装騎攻オーディアン（哉生香織、ヒルダ）
- ゲートキーパーズ（瀧川真美）
- 週刊ストーリーランド 夏休み冒険アニメスペシャルストーリーランド増刊 流血鬼（エマ、菊池彩香、渚）
- 名探偵コナン（2000年 - 2019年、蜷川彩子、塚本数美〈初代〉、緑川くらら、浦川芹奈、小森朋子）

2001年
- 犬夜叉（2001年 - 2010年、珊瑚） - 2シリーズ
- X（八頭司颯姫）
- 機動天使エンジェリックレイヤー（城乃内最）
- ジーンシャフト（チキ・ムジカノーバ）
- Z.O.E Dolores, i（ドロレス、ドロレス・ヘイズ）
- ノワール（夕叢霧香　ムイシュキン公爵）
- 爆転シュートベイブレード（2001年 - 2003年、キョウジュ） - 3シリーズ
- FF：U 〜ファイナルファンタジー:アンリミテッド〜（ミィレス/ ファンゴ）
- ポケットモンスター（キイチ）
- PROJECT ARMS（キース・バイオレット）

2002年
- あずまんが大王（神楽）
- 機動戦士ガンダムSEED（2002年 - 2003年、ナタル・バジルール、フレイ・アルスター、ヴィア・ヒビキ）
- サイボーグ009 THE CYBORG SOLDIER（ミキオ）
- 砂漠の海賊!キャプテンクッパ（フレジェ）
- 十二国記（祥瓊）
- 超重神グラヴィオン（2002年 - 2004年、リィル・ゼラバイア、ルフィーラ・ゼラバイア） - 2シリーズ
- ちょびっツ（国分寺稔）
- 花田少年史（村上壮太）
- ラーゼフォン（如月久遠）

2003年
- 金色のガッシュベル!!（コルル）
- 獣兵衛忍風帖 龍宝玉篇（しぐれ）
- 高橋留美子劇場 人魚の森（鱗）
- 探偵学園Q（2003年 - 2004年、美南恵）
- 鋼の錬金術師（2003年 - 2004年、ロゼ）
- プラネテス（ユーリの妻）
- まぶらほ（少年）
- 円盤皇女ワるきゅーレ 十二月の夜想曲（コーラス）

2004年
- うた∽かた（菜穂）
- 機動戦士ガンダムSEED DESTINY（2004年 - 2005年、ステラ・ルーシェ、レイ・ザ・バレル〈少年時代〉）
- 絢爛舞踏祭 ザ・マーズ・デイブレイク（ベステモーナ・ローレン）
- 砂ぼうず（鯉毛海苔子）
- 遙かなる時空の中で-八葉抄-（ラン〈森村蘭〉）
- 忘却の旋律（ボッカ・セレナーデ）
- MADLAX（マーガレット・バートン）
- 魔法少女隊アルス（シーラ）
- MONSTER（2004年 - 2005年、ベトナム人女医、双子の母）

2005年
- おねがいマイメロディ（占部恵子）
- ガン×ソード（ウエンディ・ギャレット、カメオ）
- クレヨンしんちゃん（2005年 - 2008年、赤井優、野田香織）
- ドラえもん（テレビ朝日版第2期）（2005年 - 2016年、娘、サルマ、ロッテ、モモエ、花子）
- トランスフォーマー ギャラクシーフォース（ホップ）
- はっぴぃセブン 〜ざ・テレビまんが〜（黒田くりや）
- B-伝説! バトルビーダマン 炎魂（ベアーズ）
- ほとり〜たださいわいを希う。〜（碓氷晶）
- トリニティ・ブラッド（シスター・アグネス）

2006年
- 怪 〜ayakashi〜 「天守物語」（富姫）
- Ergo Proxy（クリステヴァ）
- エンジェル・ハート（スジョン）
- おとぎ銃士 赤ずきん（マレーン / 鏡の少女 / サンドリヨン〈少女時代〉）
- 結界師（春日夜未）
- 彩雲国物語（紅秀麗）
- 地獄少女 二籠（倉吉弥生）
- シムーン（グラギエフ）
- D.Gray-man（ララ）
- ブラック・ジャック21（小蓮）
- BLACK LAGOON The Second Barrage（鷲峰雪緒）
- Fate/stay night（モードレット）
- ポケットモンスター ダイヤモンド&パール（ユカリ）
- 吉永さん家のガーゴイル（高原イヨ）
- RAY THE ANIMATION（武川環奈）
- ONE PIECE（2006年 - 2018年、クラバウターマン、ゴーイングメリー号、ビクトリア・シンドリー、マルガリータ、シャーロット・プリン〈代役〉）

2007年
- エル・カザド（イリス・ゴンザレス）
- おねがいマイメロディ すっきり♪（占部恵子）
- 機神大戦ギガンティック・フォーミュラ（クリスティ・アウレリアス）
- 金色のコルダ〜primo passo〜（崎本水枝）
- CLANNAD-クラナド-（2007年 - 2009年、坂上智代） - 2シリーズ
- CLAYMORE（クレア / クレア〈少女時代〉）
- ゲゲゲの鬼太郎（第5作）（2007年 - 2008年、ひとみ / 百々目鬼、骨太）
- シグルイ（岩本三重）
- 史上最強の弟子ケンイチ（谷本かえで）
- シャイニング・ティアーズ・クロス・ウィンド（ゼクティ・アイン、久遠の森の詠み手、セレスティア）
- 獣装機攻ダンクーガノヴァ（館華くらら）
- ZOMBIE-LOAN（紀多みちる）
- 電脳コイル（天沢勇子〈イサコ〉、看護士）
- ナイトウィザード The ANIMATION（ジョー＝ガ）
- 遙かなる時空の中で3（2007年 - 2010年、梶原朔） - 2シリーズ
- バンブーブレード（宮崎都、ねこ）
- BLEACH（チルッチ・サンダーウィッチ、砕蜂〈2代目〉）
- メイプルストーリー（アル）
- もっけ（葛城佐保）
- モノノ怪 「のっぺらぼう」（お蝶）
- ルパン三世 霧のエリューシヴ（イセカ）

2008年
- ARIA The ORIGINATION（アトラ）
- アリソンとリリア（アリソン・シュルツ）
- カイバ（カイバ）
- 黒塚 KUROZUKA（ライ）
- ケロロ軍曹（2008年 - 2014年、シララ、日向冬樹〈2代目〉、冬吉〈2代目〉） - 2シリーズ
- ソウルイーター（メデューサ）
- 夏目友人帳（ホタル〈キヨ〉）
- 秘密 〜The Revelation〜（露口絹子）
- ヒャッコ（風茉莉冬馬）
- マクロスF（松浦ナナセ、カナリア・ベルシュタイン）
- 魍魎の匣（中禅寺敦子）
- 薬師寺涼子の怪奇事件簿（室町由紀子）

2009年
- 青い文学シリーズ 「こゝろ」（お嬢さん）
- うみものがたり 〜あなたがいてくれたコト〜（セドナ）
- エレメントハンター（ホミ・ナンディ）
- こばと。（三原千歳）
- ゴルゴ13（ボルガ2）
- 戦場のヴァルキュリア（イサラ・ギュンター）
- 戦争童話 「青い瞳の女の子のお話」（工藤英子）
- 蒼天航路（水晶）
- DARKER THAN BLACK -流星の双子-（紫苑・パブリチェンコ）
- ねぎぼうずのあさたろう（大根のおきぬ）

2010年
- ハートキャッチプリキュア!（2010年 - 2011年、明堂院いつき / キュアサンシャイン）
- 裏切りは僕の名前を知っている（式部椿姫、少年天白）
- RAINBOW-二舎六房の七人-（吉田淳子）
- デジモンクロスウォーズ（2010年 - 2012年、天野ネネ、キュートモン、ピックモンズ、リリスモン、タイキの母、戸張レン） - 3シリーズ
- 薄桜鬼（2010年 - 2016年、雪村千鶴、ナレーション〈総集編のみ〉） - 4シリーズ
- アイアンマン（真里亜）
- STAR DRIVER 輝きのタクト（2010年 - 2011年、オカモト・ミドリ / プロフェッサー・グリーン、ナンバラのおばちゃん）

2011年
- UN-GO（加納敦子）
- GOSICK -ゴシック-（ハーマイニア）
- 灼眼のシャナIII-FINAL-（『輝爍の撒き手』レベッカ・リード）
- ダンタリアンの書架（リアンナ・スコールズ）
- ちはやふる（2011年 - 2020年、綿谷麻里、男子小学生） - 3シリーズ
- ぬらりひょんの孫 千年魔京（珱姫）
- バトルスピリッツ ブレイヴ（カレン）
- プリティーリズム・オーロラドリーム（神崎そなた〈現在〉、海斗）
- メタルファイト ベイブレード 4D（ジグソー）
- 47都道府犬（岩手犬）

2012年
- 銀河へキックオフ!!（志水ミサキ）
- さんかれあ（メイド長・五月）
- シャイニング・ハーツ 〜幸せのパン〜（カグヤ、子供の声）
- 絶園のテンペスト（吉野〈小学生〉）
- ちびまる子ちゃん（信夫、ゆきこ）
- LUPIN the Third -峰不二子という女-（アンゼリカ）

2013年
- 宇宙戦艦ヤマト2199（森雪、ユリーシャ・イスカンダル）※2012年劇場先行公開
- 俺の妹がこんなに可愛いわけがない。（槇島香織）
- ガッチャマン クラウズ（2013年 - 2015年、鈴木麗華） - 2シリーズ
- ガリレイドンナ（シルヴィア・フェラーリ）
- 生徒会の一存 Lv.2（水無瀬流南）
- デュエル・マスターズ シリーズ（2013年 - 2017年、プラマイ零 / 世出原零） - 2シリーズ
- ONE PIECE エピソードオブメリー 〜もうひとりの仲間の物語〜（ゴーイングメリー号）

2014年
- いなり、こんこん、恋いろは。（宇迦之御魂神）
- ガールフレンド（仮）（九重忍）
- クロスアンジュ 天使と竜の輪舞（ヴィヴィアン）
- スペース☆ダンディ（スカーレット、ブービーズガール）
- Z/X IGNITION（竜の巫女）
- ソードアート・オンラインII（ウルズ）
- ドラゴンボール改（少年）
- ハピネスチャージプリキュア!（キュアサンシャイン）
- ヒーローバンク（豪勝アイ）
- ファイ・ブレイン 神のパズル（ラヴーシュカ）
- プリティーリズム・レインボーライブ（プリズムの女神）
- 魔弾の王と戦姫（黒弓の声）
- みんな集まれ!ファルコム学園（リース）
- ワールドトリガー（2014年 - 2021年、沢村響子、那須玲） - 2シリーズ

2015年
- おそ松さん（2015年 - 2017年、十四松の彼女） - 2シリーズ
- カードファイト!! ヴァンガードG（2015年 - 2018年、明日川タイヨウ、ハーモニクス・メサイア） - 5シリーズ
- 冴えない彼女の育てかた（2015年 - 2017年、町田苑子） - 2シリーズ
- すべてがFになる THE PERFECT INSIDER（国枝桃子）
- デュラララ!!×2（2015年 - 2016年、ナレーション、鯨木かさね） - 2シリーズ
- 放課後のプレアデス（みなと）

2016年
- うしおととら（ラーマの姉）
- 銀魂 シリーズ（2016年 - 2017年、高杉晋助〈少年時代〉） - 2シリーズ
- SUPER LOVERS（2016年 - 2017年、海堂留理） - 2シリーズ
- 響け!ユーフォニアム シリーズ（2016年 - 2024年、新山聡美） - 2シリーズ

2017年
- モンスターハンター ストーリーズ RIDE ON（クール）
- 異世界食堂（ナレーション）
- 宝石の国（ペリドット）
- 妹さえいればいい。（鮫島ジン）
- このはな綺譚（宇迦之御魂神）

2018年
- アンゴルモア 元寇合戦記（タキ）
- ゲゲゲの鬼太郎（第6作）（2018年 - 2019年、ゆうな、ふく、後神）
- 宇宙戦艦ヤマト2202 愛の戦士たち（森雪）※2017年劇場先行公開
- あかねさす少女（土宮今日平）
- RELEASE THE SPYCE（藤林長穂）

2019年
- モブサイコ100 II（鈴木の妻）
- 鬼滅の刃（2019年 - 2022年、竈門葵枝） - 3シリーズ
- ルパン三世 プリズン・オブ・ザ・パスト（ロレンサ）

2020年
- ランウェイで笑って（都村百合子）
- ファンタシースターオンライン2 エピソード・オラクル（10年前の【若人】〈アプレンティス〉）
- アサティール 未来の昔ばなし（2020年 - 2025年、タハーニ、母親 サニッヤ） - 2シリーズ
- 半妖の夜叉姫（2020年 - 2022年、珊瑚） - 2シリーズ
- キミと僕の最後の戦場、あるいは世界が始まる聖戦（2020年 - 2024年、始祖ネビュリス） - 2シリーズ
- BORUTO-ボルト- NARUTO NEXT GENERATIONS（2020年 - 2021年、デルタ）

2021年
- デジモンアドベンチャー:（キュートモン）
- トロピカル〜ジュ!プリキュア（明堂院いつき / キュアサンシャイン）
- デュエル・マスターズ キング!（プラマイ零）
- かぎなど（2021年 - 2022年、坂上智代） - 2シリーズ

2022年
- 怪人開発部の黒井津さん（スキュラ）
- その着せ替え人形は恋をする（二階堂ネオン）
- オリエント（黒曜の女神） - 2シリーズ
- サザエさん（女将）
- 赤ちゃん本部長（岸谷）
- RPG不動産（白竜〈魔王ラスティーレ〉）
- D4DJ（2022年 - 2023年、真咲） - 1シリーズ + 特別編
- BLEACH 千年血戦篇（2022年 - 2024年、砕蜂、チルッチ・サンダーウィッチ） - 3シリーズ

2023年
- 異世界はスマートフォンとともに。2（紅玉）
- ポケットモンスター（2023年 - 2025年、ルッカ）
- わたしの幸せな結婚（2023年 - 2025年、ゆり江） - 2シリーズ
- ライアー・ライアー（一ノ瀬棗）

2024年
- 薬屋のひとりごと（鳳仙）
- 愚かな天使は悪魔と踊る（アイネ）
- 声優ラジオのウラオモテ（森香織）
- 夜桜さんちの大作戦（朝野あかり）
- 逃走中 グレートミッション（2024年 - 2025年、オハラ）

2025年
- 悪役令嬢転生おじさん（オリーブ）
- キン肉マン 完璧超人始祖編（ナターシャ）
- 前橋ウィッチーズ（悟りの魔女）

### 劇場アニメ
1996年
- 校長先生が泳いだ（信男）

1998年
- 機動戦艦ナデシコ -The prince of darkness-（ミスマル・ユリカ）

1999年
- それいけ! アンパンマン アンパンマンとたのしい仲間たち（うめこちゃん）

2001年
- あずまんが大王 THE MOVIE（神楽）
- アリーテ姫（アリーテ姫）
- 犬夜叉 時代を越える想い（珊瑚）
- カウボーイビバップ 天国の扉（レジの女性）

2002年
- アテルイ（ララカ）
- 犬夜叉 鏡の中の夢幻城（珊瑚）
- ドラえもん のび太とロボット王国（ポコ）
- 爆転シュート ベイブレード THE MOVIE 激闘!!タカオVS大地（キョウジュ）
- BLUE GENDER THE WARRIOR（マリーン・エンジェル）

2003年
- 犬夜叉 天下覇道の剣（珊瑚）
- ラーゼフォン 多元変奏曲（如月久遠）

2004年
- 犬夜叉 紅蓮の蓬莱島（珊瑚）

2005年
- 劇場版 NARUTO -ナルト- 大激突!幻の地底遺跡だってばよ（ランケ）
- 劇場版 鋼の錬金術師 シャンバラを征く者（ロゼ）

2007年
- 劇場版 CLANNAD -クラナド-（坂上智代）
- 超劇場版ケロロ軍曹2 深海のプリンセスであります!（メール）

2008年
- 名探偵コナン 戦慄の楽譜（秋庭怜子）

2009年
- 劇場版 マクロスF 虚空歌姫〜イツワリノウタヒメ〜（カナリア・ベルシュタイン）
- よなよなペンギン（悪ガキ三人組）

2010年
- 映画 ハートキャッチプリキュア! 花の都でファッションショー…ですか!?（明堂院いつき / キュアサンシャイン）
- 超劇場版ケロロ軍曹 誕生!究極ケロロ 奇跡の時空島であります!!（日向冬樹）

2011年
- 映画 プリキュアオールスターズDX3 未来にとどけ! 世界をつなぐ☆虹色の花（明堂院いつき / キュアサンシャイン）
- 劇場版 マクロスF 恋離飛翼〜サヨナラノツバサ〜（カナリア・ベルシュタイン）

2012年
- 映画 プリキュアオールスターズNewStage みらいのともだち（明堂院いつき / キュアサンシャイン）
- グスコーブドリの伝記（学校の先生）
- チベット犬物語 〜金色のドージェ〜（ノルブ）
- マクロスFB7 銀河流魂 オレノウタヲキケ!（カナリア・ベルシュタイン）

2013年
- 劇場版 薄桜鬼 第一章 京都乱舞（雪村千鶴）
- スタードライバー THE MOVIE（オカモト・ミドリ）

2014年
- 宇宙戦艦ヤマト2199 追憶の航海（森雪、ナレーション）
- 宇宙戦艦ヤマト2199 星巡る方舟（森雪）
- 劇場版 カードファイト!! ヴァンガード ネオンメサイア（ハーモニクス・メサイア）
- 劇場版 薄桜鬼 第二章 士魂蒼穹（雪村千鶴）

2015年
- 屍者の帝国（マニーペニー）

2017年
- 宇宙戦艦ヤマト2202 愛の戦士たち（森雪）
- KING OF PRISM シリーズ（2017年 - 2020年、プリズムの女神） - 2作品
- 劇場版 響け！ユーフォニアム シリーズ（2017年 - 2019年、新山聡美） - 3作品

2018年
- 映画 HUGっと!プリキュア♡ふたりはプリキュア オールスターズメモリーズ（明堂院いつき / キュアサンシャイン）

2019年
- 冴えない彼女の育てかた Fine（町田苑子）

2020年
- 劇場版 鬼滅の刃 無限列車編（竈門葵枝）
- HoneyWorks 10th Anniversary "LIP×LIP FILM×LIVE"（染谷多恵）

2021年
- ARIA The CREPUSCOLO（アトラ・モンテヴェルディ）
- 宇宙戦艦ヤマト2205 新たなる旅立ち（森雪、ユリーシャ・イスカンダル）
- 岬のマヨイガ（女性職員）
- 劇場短編マクロスF 〜時の迷宮〜（松浦ナナセ）
- 映画 トロピカル〜ジュ!プリキュア 雪のプリンセスと奇跡の指輪!（明堂院いつき / キュアサンシャイン）

2022年
- ONE PIECE FILM RED（サニーくん）

2023年
- 大雪海のカイナ ほしのけんじゃ（ビョウザンの母親）

2024年
- 機動戦士ガンダムSEED FREEDOM（アグネス・ギーベンラート）

### OVA
1996年
- カメレオン（女学生）
- BRONZE ZETSUAI since 1989（看護婦B）

1998年
- ゲキ・ガンガー3 熱血大決戦!!（サファイヤ、ミスマル・ユリカ）

1999年
- 快刀乱麻 THE ANIMATION（小石川紗奈）
- 銀河英雄伝説外伝 螺旋迷宮（フレデリカ・グリーンヒル〈少女時代〉）
- 超神姫ダンガイザー3（1999年 - 2001年、シンディ・シャハーニ）

2000年
- 鋼鉄天使くるみ（神維仲人）
- 伝心 まもって守護月天!（万難地天紀柳）

2001年
- アルジェントソーマ「孤独と孤独」（アミアン）
- Z.O.E 2167 IDOLO（ドロレス・ヘイズ）
- ちょっとうごくにょっき（朗読）

2002年
- X-予兆-（八頭司颯姫）
- 遙かなる時空の中で-紫陽花ゆめ語り-（ラン〈森村蘭〉）

2003年
- 遙かなる時空の中で2-白き龍の神子-（平千歳）

2004年
- インタールード（和辻綾）
- 機動戦士ガンダムSEED（フレイ・アルスター、ナタル・バジルール）
  - 虚空の戦場
  - 遥かなる暁
  - 鳴動の宇宙

2005年
- イリヤの空、UFOの夏（椎名真由美）
- 遙かなる時空の中で-八葉抄- 想いの在処「地」（ラン〈森村蘭〉）
- 円盤皇女ワるきゅーレ 星霊節の花嫁（コーラス）

2006年
- 機動戦士ガンダムSEED DESTINY（ステラ・ルーシェ）
  - 砕かれた世界
  - それぞれの剣
  - 運命の業火

- 今日の5の2（佐藤リョータ）
- CLUSTER EDGE Secret Episode（エリザベート・マイナ・サルファー）
- BALDR FORCE EXE RESOLUTION（バチェラ）
- 円盤皇女ワるきゅーレ 時と夢と銀河の宴（コーラス）

2007年
- 機動戦士ガンダムSEED DESTINY 自由の代償（ステラ・ルーシェ）
- 魔法少女隊アルス THE ADVENTURE（シーラ）

2008年
- It’s a Rumic World 犬夜叉〜黒い鉄砕牙（珊瑚）
- クイズマジックアカデミー（ルキア）
- CLANNAD -クラナド-「もうひとつの世界 智代編」（坂上智代）
- 舞-乙HiME 0〜S.ifr〜（ウーナ・シャムロック）
- METAL GEAR SOLID 2 BANDE DESSINEE（メイ・リン）

2009年
- AIKa ZERO（ネーナ・ハーゲン）
- 少女ファイト（陣内笛子）

2010年
- 装甲騎兵ボトムズ 幻影篇（ステビア・バートラー）
- テイルズ オブ シンフォニア THE ANIMATION（2010年 - 2012年プレセア・コンバティール） - 2シリーズ

2011年
- SUPERNATURAL: THE ANIMATION（マディソン）
- 戦場のヴァルキュリア3 誰がための銃瘡（イサラ・ギュンター）
- 装甲騎兵ボトムズ 孤影再び（ステビア・バートラー）
- チーズスイートホーム（コッチ）※単行本第7巻限定版オリジナルアニメーションDVD
- ドラゴンボール エピソード オブ バーダック（ベリー）
- 薄桜鬼 雪華録（雪村千鶴）

2013年
- アイアンマン：ライズ・オブ・テクノヴォア（サーシャ・ハマー）

2014年
- いなり、こんこん、恋いろは。（宇迦之御魂神）※単行本8巻OVA付き特別版
- 史上最強の弟子ケンイチ（レイチェル・スタンレイ）※単行本55巻OVA付き特別版

2016年
- クビキリサイクル 青色サヴァンと戯言遣い（班田玲）

### Webアニメ
2007年
- 暗黒キャット（記者、母親）

2008年
- いくぜっ! 源さん（ハカセ君）
- 亡念のザムド（ユンボ）

2011年
- 放課後のプレアデス（みなと）

2013年
- 俺の妹がこんなに可愛いわけがない。 TV未放送分（来栖彼方）

2015年
- 語りべ少女ほのか（大洞穂乃花）
- 美少女戦士セーラームーンCrystal（エスメロード）

2017年
- 拡張少女系トライナリー（テルプシコラ）
- ルナたん 〜1万年のひみつ〜（ヨナ）
- JRA×けものフレンズコラボ企画「ウマのフレンズ」スペシャル動画「けいばじょう」（あおかげ）

2018年
- 食べちゃったっていいのにな!（福島牛しげ＆みつこ〈牛〉）
- B：The Beginning（黒羽〈幼少時〉）

2019年
- 7SEEDS（神楽坂美鶴）
- 無限の住人-IMMORTAL-（2019年 - 2020年、乙橘槇絵）

2023年
- 崩壊:スターレイル ショートアニメ（鏡流）

2024年
- ライジングインパクト（カジェリ・ノーマン） - 2シリーズ
- BEASTARS FINAL SEASON（レアノ）

### ゲーム
1997年
- 快刀乱麻（小石川紗奈）
- ゲゲゲの鬼太郎（少年、妙子）
- ドキドキプリティリーグ（柴田はつみ）
- エルフィンパラダイス（小岩里美）
- 時の国のエルフェンリート
- 機動戦艦ナデシコ 〜やっぱり最後は「愛が勝つ」?〜（ミスマル・ユリカ）
- POWER DoLLS 2（ミリセント・エヴァンス）
- フェーダ2 ホワイト=サージ・ザ・プラトゥーン（レジーナ・ヘッグマイヤー）
- マネーアイドルエクスチェンジャー（セシル・ポンド）
- メタルエンジェル3（和泉つかさ）
- メルティランサー Re-inforce（リサ・リーベンバック）
- 悠久幻想曲（シェリル・クリスティア）
- ラスト インペリアル プリンス（ミリアン）
- ラングリッサーIV（アンジェリナ）
- ホワイトダイアモンド（メル）
- ハイブリッドエンジェル（宝生寺茜）

1998年
- エーベルージュ2（ドーラ・フェルバート）
- 快速天使（高島田夏実）
- 機動戦艦ナデシコ The blank of 3years（ミスマル・ユリカ、サファイヤ）
- 白き魔女 -もうひとつの英雄伝説-（ジュリオ）
- ソウルキャリバー（成美那〈ソン・ミナ〉）
- dancing blade かってに桃天使!（桃姫）
- 超魔神英雄伝ワタル ANOTHER STEP（ワルトリン）
- チョロQジェット レインボーウイングス（薫）
- デジタルフィギュア イイナ（イイナ）
- デストレーガ（セレア）
- 東京23区制服WARS（結城亜美）
- ときめきメモリアル ドラマシリーズ vol.2 彩のラブソング（美咲鈴音）
- にじいろトゥインクル 〜ぐるぐる大作戦〜（グリーニャ、クッキー）
- 猫なカ・ン・ケ・イ（坂本ちはる）
- Mystic Mind 〜揺れる想い〜（河合めぐみ）
- みつめてナイト（ロリィ・コールウェル）
- メタルギアソリッド（メイ・リン）
- ゆうわくオフィス恋愛課（宝生かおり）
- 雷弩機兵ガイブレイブII（ミップス）

1999年
- アランドラ2 魔進化の謎（ラトーヤ）
- いつか、重なりあう未来へ（ファミーユ・エンフォース）
- Lの季節 〜A piece of memories〜（鵜野杜椎奈）
- 快刀乱麻 雅（小石川紗奈）
- 学園戦隊ソルブラスト（鳳火燐）
- 機動戦艦ナデシコ NADESICO THE MISSION（ミスマル・ユリカ）
- ときめきメモリアル ドラマシリーズ vol.3 旅立ちの詩（美咲鈴音）
- 爆ボンバーマン2（ボンバーマン、雷帝バアル）
- バトル昆虫伝（如月鈴子）
- 封神領域エルツヴァーユ（エリル・プローズ）
- フレンズ 〜青春の輝き〜（若林鮎）
- メルティランサー The 3rd Planet（リサ・リーベンバック）

2000年
- EVE ZERO（トア・ノバルティス、アルカ・ノバルティス）
- センチメンタルグラフティ2（山本紅一）
- パワードール4（ジェニファー・メルビル、メイア・フェルマー）
- 探偵紳士 DASH!（ミント御剣）
- 遙かなる時空の中で（ラン〈森村蘭〉）
- 夏色剣術小町（神垣葵）

2001年
- Apocripha/0（ロード・クロサイト）
- 犬夜叉（珊瑚）
- 決戦II（西旋風）
- 機動天使エンジェリックレイヤー みさきと夢の天使達（城乃内最）
- サモンナイト2（アメル）
- 遙かなる時空の中で2（平千歳）
- 春雨曜日（春雨ひより）
- BLUE BREAKER BURST 〜笑顔の明日に〜（ハミュン）
- METAL GEAR SOLID 2 SONS OF LIBERTY（メイ・リン）
- レガイア デュエルサーガ（マヤ）

2002年
- 犬夜叉 〜戦国お伽合戦〜（珊瑚）
- あずまんがドンジャラ大王（神楽）
- スーパーロボット大戦IMPACT（ミスマル・ユリカ）
- デッド オア アライブ3（かすみ）
- POWER DoLLS 5X（メイア・フェルマー、ナガセ・マリ）

2003年
- 犬夜叉 〜奈落の罠! 迷いの森の招待状〜（珊瑚）
- あずまんが大王アドバンス（神楽）
- インタールード（和辻綾）
- 機動戦士ガンダムSEED（フレイ・アルスター、ナタル・バジルール）
- クイズマジックアカデミー（ルキア）
- サモンナイト3（アメル）
- ソウルキャリバーII（家庭用）（成美那〈ソン・ミナ〉）
- 探偵学園Q 奇翁館の殺意（美南恵）
- テイルズ オブ シンフォニア（プレセア・コンバティール）
- デッド オア アライブ エクストリーム ビーチバレーボール（かすみ）

2004年
- 犬夜叉 〜呪詛の仮面〜（珊瑚）
- SDガンダム GGENERATION（2004年 - 2025年、フレイ・アルスター、ナタル・バジルール、ステラ・ルーシェ） - 8作品
- アニメバトル 烈火の炎 〜Flame of Recca〜 FINAL BURNING（神楽葵）
- 機動戦士ガンダムSEED 終わらない明日へ（ステラ・ルーシェ）
- 機動戦士ガンダムSEED DESTINY（ステラ・ルーシェ）
- クイズマジックアカデミー2（ルキア）
- 金色のガッシュベル!! 激闘!最強の魔物達（コルル）
- サモンナイト クラフトソード物語2（アメル）
- 十二国記 -赫々たる王道 紅緑の羽化-（祥瓊）
- スーパーロボット大戦MX（如月久遠）
- DIGITAL DEVIL SAGA アバタール・チューナー（セラ）
- デッド オア アライブ アルティメット（かすみ）
- 鋼の錬金術師2 赤きエリクシルの悪魔（ロゼ・トーマス）
- 遙かなる時空の中で3（梶原朔）
- マイネリーベ〜優美なる記憶〜（ヴェルヘルミーネ）
- マグナカルタ（セリナ、偽アミラ）
- METAL GEAR SOLID 3 SNAKE EATER（パラメディック）
- ルパン三世 コロンブスの遺産は朱に染まる（ナディア）

2005年
- 犬夜叉 奥義乱舞（珊瑚）
- 機動戦士ガンダムSEED 連合vs.Z.A.F.T.（フレイ・アルスター、ナタル・バジルール）
- 機動戦士ガンダムSEED 連合vs.Z.A.F.T. PORTABLE（ナタル・バジルール）
- 機動戦士ガンダムSEED DESTINY GENERATION of C.E.（ステラ・ルーシェ）
- クイズマジックアカデミー3（ルキア）
- スーパーロボット大戦MX ポータブル（如月久遠）
- ソウルキャリバーIII（成美那〈ソン・ミナ〉）
- 第3次スーパーロボット大戦α 終焉の銀河へ（ナタル・バジルール、フレイ・アルスター）
- テイルズ オブ ザ ワールド なりきりダンジョン3
- DIGITAL DEVIL SAGA アバタール・チューナー2（セラ、セラフ）
- デッド オア アライブ4（かすみ）
- 遙かなる時空の中で〜八葉抄〜（ラン〈森村蘭〉）
- 遙かなる時空の中で3 十六夜記（梶原朔）
- マビノギ（ロナ）
- METAL GEAR SOLID 3 SUBSISTANCE（パラメディック）

2006年
- Another Century's Episode 2（ミスマル・ユリカ）
- アリソン（アリソン・ウィッティングトン）※DS電撃文庫シリーズ
- 英雄オンライン（普陀剣后）
- 機動戦士ガンダムSEED DESTINY 連合vs.Z.A.F.T.II（ステラ・ルーシェ）
- 機動戦士ガンダムSEED DESTINY 連合vs.Z.A.F.T.II PLUS（ステラ・ルーシェ）
- CLANNAD（坂上智代）※コンシューマ版,PC FULLVOICE版,PC ME版
- .hack//G.U. Vol.2 君想フ声（槐）
- デッド オア アライブ エクストリーム2（かすみ）
- 天地の門2 武双伝（セーマ・プルナパイネ・ボルム）
- 遙かなる時空の中で〜舞一夜〜（ラン〈森村蘭〉）
- 遙かなる時空の中で3 運命の迷宮（梶原朔）
- ブルードラゴン（ゾラ）
- METAL GEAR SOLID PORTABLE OPS（パラメディック）
- レッスルエンジェルス SURVIVOR（武藤めぐみ、近藤真琴）

2007年
- クイズマジックアカデミー4（ルキア）
- シャイニング・ウィンド（ゼクティ・アイン）
- シャイニング・フォース イクサ（シリル）
- スーパーロボット大戦Scramble Commander the 2nd（ステラ・ルーシェ）
- スターオーシャン1 First Departure（マーヴェル・フローズン）
- D.Gray-man 神の使徒達（ララ）
- テイルズ オブ ファンダム Vol.2（プレセア・コンバティール）
- トラスティベル 〜ショパンの夢〜（ビオラ）
- BALDR BULLET EQUILIBRIUM（カーナ・アビトボル）
- METAL GEAR SOLID PORTABLE OPS+（パラメディック）
- Wonderland ONLINE（アンジェラ）
- 英雄伝説 空の軌跡 the 3rd（リース・アルジェント）

2008年
- 悪魔城ドラキュラ 奪われた刻印（シャノア）
- Lの季節2 invisible memories（鵜野杜椎奈）
- クイズマジックアカデミー5（ルキア）
- クイズマジックアカデミーDS（ルキア）
- スーパーロボット大戦A PORTABLE（ミスマル・ユリカ）
- スーパーロボット大戦Z（リィル・ゼラバイア、ステラ・ルーシェ）
- 戦場のヴァルキュリア（イサラ・ギュンター、イサラ）
- ソウルイーター メデューサの陰謀（メデューサ）
- ソウルイーター モノトーン プリンセス（メデューサ）
- 大乱闘スマッシュブラザーズX（メイ・リン）
- タンくる（ヴィノ）
- テイルズ オブ シンフォニア -ラタトスクの騎士-（プレセア・コンバティール）
- 遙かなる時空の中で4（一ノ姫）
- METAL GEAR SOLID 4 GUNS OF THE PATRIOTS（美玲）
- レッスルエンジェルス SURVIVOR 2（武藤めぐみ、近藤真琴）

2009年
- 悪魔城ドラキュラ ジャッジメント（シャノア）
- クイズマジックアカデミー6（ルキア）
- グランツーリスモ (PSP)（ナレーター）
- シャイニング・フォース フェザー（シリル）
- ソウルイーター バトルレゾナンス（メデューサ）
- テイルズ オブ バーサス（プレセア・コンバティール）
- テイルズ オブ ザ ワールド レディアント マイソロジー2（プレセア・コンバティール）
- 闘真伝（塚原早苗）
- バンブーブレード 〜"それから"の挑戦〜（宮崎都）
- ヒャッコ よろずや事件簿!（風茉莉冬馬）
- FRAGILE 〜さよなら月の廃墟〜（セト / セト〈青年〉）
- 蘭島物語 レアランドストーリー 少女の約定（グアナ）

2010年
- 悪魔城ドラキュラ ハーモニー オブ ディスペアー（シャノア）
- Angelic Crest（トウリン）
- 機動戦士ガンダム エクストリームバーサス（2010年 - 2016年、フレイ・アルスター、ステラ・ルーシェ） - 4作品
- キャッスルヴァニア ロード オブ シャドウ（カーミラ）
- グランツーリスモ5（ナレーター〈ライセンス〉）
- クイズマジックアカデミーDS 〜二つの時空石〜（ルキア）
- ケロロRPG 騎士と武者と伝説の海賊（日向冬樹、ヴィンター）
- ゴッド・オブ・ウォーIII（パンドラ）
- シャイニング・ハーツ（カグヤ）
- 戦場のヴァルキュリア2 ガリア王立士官学校（イサラ・ギュンター）
- デジモンクロスウォーズ 超デジカ大戦（天野ネネ、リリスモン）
- DEAD OR ALIVE Paradise（かすみ）
- .hack//Link（七星 / 槐）
- 薄桜鬼 黎明録（雪村千鶴）
- フリフリ!サルゲッチュ（トウコ）
- 北斗無双（ユリア）

2011年
- クイズマジックアカデミー8（ルキア）
- 真・三國無双 NEXT（王異）
- 真・三國無双6 猛将伝（王異）
- STAR DRIVER 輝きのタクト 銀河美少年伝説（オカモト・ミドリ）
- 戦場のヴァルキュリア3 -Unrecorded Chronicles-（イサラ・ギュンター）
- 第2次スーパーロボット大戦Z 破界篇 / 再世篇（館華くらら、リィル・ゼラバイア、カナリア・ベルシュタイン）
- テイルズ オブ ザ ワールド レディアント マイソロジー3（プレセア・コンバティール）
- デッド オア アライブ ディメンションズ（かすみ）
- 薄桜鬼 黎明録 ポータブル（雪村千鶴）
- マクロストライアングルフロンティア（カナリア・ベルシュタイン、松浦ナナセ）
- 無双OROCHI 2（王異）

2012年
- 俺の妹がこんなに可愛いわけがない ポータブルが続くわけがない（槇島香織）
- 機動戦士ガンダム オンライン（女性パイロット1）
- クイズマジックアカデミー 賢者の扉（ルキア）
- 幻想水滸伝 紡がれし百年の時（リュセリ、オゥヤー）
- シャイニング・ブレイド（ローゼリンデ、アイン）
- 真・三國無双6 Empires（王異）
- 真・北斗無双（ユリア、シバ）
- スーパーロボット大戦OGサーガ 魔装機神 THE LORD OF ELEMENTAL（ロザリー・セルエ、チカ）
- スーパーロボット大戦OGサーガ 魔装機神II REVELATION OF EVIL GOD（ロザリー・セルエ、チカ）
- 第2次スーパーロボット大戦OG（クリアーナ・リムスカヤ、チカ）
- デッド オア アライブ5（かすみ）
- 那由多の軌跡（アーサ・ハーシェル）
- NINJA GAIDEN 3 Razor's Edge（かすみ）
- 薄桜鬼 黎明録 DS（雪村千鶴）
- 薄桜鬼 黎明録 名残り草（雪村千鶴）
- 薄桜鬼 幕末無双録（雪村千鶴）
- はち恋（マリア・W＝竜崎）
- PROJECT X ZONE（シリル）
- ファンタシースターオンライン2（カトリ、ダークファルス【若人】、マルガレータ、イナンナ、マコ、ニャウ、女性追加ボイス）
- 無双OROCHI2 Special（王異）
- 無双OROCHI2 Hyper（王異）
- 嫁コレ（ミスマル・ユリカ、雪村千鶴）
- ワンピース 海賊無双（2012年 - 2020年、ゴーイングメリー号） - 3作品
- ワンピース ROMANCE DAWN 冒険の夜明け（メリー）

2013年
- ガールフレンド（仮）（2013年 - 2023年、九重忍）
- カオス ヒーローズ オンライン（セレナ）
- 月英学園 -kou-（久遠院朱音）
- ゴッドイーター2（葦原ユノ）
- シャイニング・アーク（パニス）
- ジョジョの奇妙な冒険 オールスターバトル（ルーシー・スティール）
- 真・三國無双7（王異）
- 真・三國無双7 猛将伝（王異）
- スーパーロボット大戦OGサーガ 魔装機神III PRIDE OF JUSTICE（ロザリー・セルエ、チカ）
- スーパーロボット大戦UX（舘華くらら、カナリア・ベルシュタイン）
- スーパーロボット大戦OG ダークプリズン（チカ）
- セブンスドラゴン2020-II
- テイルズ オブ シンフォニア ユニゾナントパック（プレセア・コンバティール）
- DEAD OR ALIVE 5 ULTIMATE（かすみ）
- 無双OROCHI2 Ultimate（王異、かすみ）

2014年
- 英雄伝説 碧の軌跡 Evolution（リース・アルジェント）
- 金色のコルダ3 AnotherSky feat.神南（碓氷穂乃香）
- クイズマジックアカデミー 天の学舎（ルキア）
- グランブルーファンタジー（2014年 - 2024年、ペトラ、海月）
- ケイオスクルセイダーズ（クノイチ）
- シャイニング・レゾナンス（ベアトリス・イルマ）
- 神撃のバハムート（ケティ、コンスタンス）
- 真・三國無双7 Empires（王異）
- スーパーロボット大戦OGサーガ 魔装機神F COFFIN OF THE END（ロザリー・セルエ、チカ）
- 零 濡鴉ノ巫女（黒澤逢世）
- 第3次スーパーロボット大戦Z 時獄篇 / 天獄篇（カナリア・ベルシュタイン、舘華くらら）
- テイルズ オブ ザ ワールド レーヴ ユナイティア（プレセア・コンバティール）
- ヒーローバンク（豪勝アイ）
- ヒーローバンク2（豪勝アイ）
- BLADE ARCUS from Shining（ローゼリンデ）

2015年
- インフィニット・ドライブ
- CLOSERS（オリエ＝タカナシ）
- クロスアンジュ 天使と竜の輪舞tr.（ヴィヴィアン）
- ゴッドイーター2 レイジバースト（葦原ユノ）
- ザクセスヘブン（黒塚北斗、唐倉朱莉、黒曜ヒヅル）
- ジョジョの奇妙な冒険 アイズオブヘブン（ルーシー・スティール）
- スーパーロボット大戦BX（ミスマル・ユリカ、カナリア・ベルシュタイン）
- ゼノブレイドクロス（エルマ）
- 戦の海賊（ラリサ）
- DEAD OR ALIVE 5 LAST ROUND（かすみ、PHASE-4）
- ドラゴンボール ゼノバース（タイムパトローラー）
- BLADE ARCUS from Shining EX（ローゼリンデ）
- ONE PIECE トレジャークルーズ（ゴーイングメリー号）

2016年
- ELCHRONICA（ミア）
- カードファイト!! ヴァンガードG ストライド トゥ ビクトリー!!（明日川タイヨウ）
- サモンナイト6 失われた境界たち（アメル）
- スーパーロボット大戦OG ムーン・デュエラーズ（クリアーナ・リムスカヤ、チカ）
- デッド オア アライブ エクストリーム3（かすみ）
- ドラゴンボール ゼノバース2（タイムパトローラー）
- ドラゴンボールヒーローズ / スーパードラゴンボールヒーローズ（2016年 - 2018年、ミノシア、人造人間21号） - 2作品
- ヤマトクロニクル創世（アマテラス）
- ワールド オブ ファイナルファンタジー（セリス）

2017年
- スーパーロボット大戦V（ミスマル・ユリカ、ヴィヴィアン、森雪、ユリーシャ・イスカンダル）
- 遙かなる時空の中で3 Ultimate（梶原朔）
- プリキュア つながるぱずるん（明堂院いつき / キュアサンシャイン）
- 無双☆スターズ（かすみ）
- 天華百剣-斬-（丙子椒林剣）
- スターオーシャン:アナムネシス（マーヴェル・フローズン）
- LOST SPHEAR（ルミナ）
- ファイアーエムブレム ヒーローズ（2017年 - 2023年、 ティルテュ、ウル）
- グランツーリスモSPORT（ナレーター）

2018年
- 銀魂乱舞（高杉晋助〈少年〉）
- ドラゴンボール ファイターズ（人造人間21号）
- 真・三國無双8（王異）
- 遙かなる時空の中で Ultimate（ラン〈森村蘭〉）
- クイズRPG 魔法使いと黒猫のウィズ（ラーシャ・ルツス）
- 戦場のヴァルキュリア4（イサラ・ギュンター） - DLC追加キャラクター
- スーパーロボット大戦X（ヴィヴィアン）
- OCTOPATH TRAVELER（プリムロゼ・エゼルアート）
- サファイア・スフィア 〜蒼き境界〜（エルヴィ）
- ゼノブレイド2（エルマ）
- ファンタジーアース ジェネシス（リィヴ）
- 無双OROCHI 3（王異）
- デスティニーチャイルド（かすみ）
- テイルズ オブ ザ レイズ（プレセア）
- 白猫プロジェクト（レベッカ・ベリル）
- 機動戦士ガンダム エクストリームバーサス2（2018年 - 2025年、フレイ・アルスター、ステラ・ルーシェ） - 4作品
- 大乱闘スマッシュブラザーズ SPECIAL（メイ・リン）
- レゴ インクレディブル・ファミリー（ヴァイオレット・パー）

2019年
- リボルバーズエイト（鏡の魔女）
- デッド オア アライブ6（かすみ、フェーズ4）
- スーパーロボット大戦T（ミスマル・ユリカ、ウェンディ・ギャレット）
- スーパードラゴンボールヒーローズ ワールドミッション（ミノシア、人造人間21号）
- スーパーロボット大戦X-Ω（2019年 - 2020年、舘華くらら、ミスマル・ユリカ）
- 妖怪餐廳（泉汐顏）
- 鬼ノ哭ク邦（ルシカ）
- ドラゴンクエストXI 過ぎ去りし時を求めて S（セニカ、ぱふぱふ娘〈エドゥリス〉）
- セブンズストーリー（坂上智代）
- スターオーシャン1 First Departure R（マーヴェル・フローズン）
- プリンセスコネクト！Re:Dive（2019年 - 2024年、エリス / 紫苑エリ）

2020年
- ドラゴンボールZ カカロット（女研究員）
- ワールドフリッパー（シレーヌ）
- タイムリフレイン -一巡後の世界-（アイル）
- スーパーロボット大戦DD（2020年 - 2024年、フレイ・アルスター、ステラ・ルーシェ、チカ）
- シノビマスター 閃乱カグラ NEW LINK（かすみ）
- ドラゴンクエストライバルズ（セニカ）

2021年
- 放置少女（藤堂高虎）
- ラクガキ キングダム
- アークナイツ（ユーネクテス）
- あやかし幼稚園（紅葉）
- sin 七つの大罪 X-TASY（プロデューサー）
- ガールズコントラクト（レオーネ）
- ドラゴンクエストX いばらの巫女と滅びの神 オンライン（盟友カミル）
- THE KING OF FIGHTERS ALLSTAR（かすみ）
- 終末のアーカーシャ（カルメン）
- 終遠のヴィルシュ -ErroR:salvation-（サロメ）
- 鬼滅の刃 ヒノカミ血風譚（竈門葵枝）
- スーパーロボット大戦30（ウェンディ・ギャレット、オルキダケア）

2022年
- 共闘ことばRPG コトダマン（高杉晋助〈松下村塾〉）
- SDガンダム バトルアライアンス（ステラ・ルーシェ）
- ジョジョの奇妙な冒険 オールスターバトルR（ルーシー・スティール）

2023年
- ONE PIECE ODYSSEY（ゴーイングメリー号）
- ライザのアトリエ3 〜終わりの錬金術士と秘密の鍵〜（デアドラ・ノースフィル）
- モンスターストライク（2023年 - 2024年、シャルルマーニュ、アグネス・ギーベンラート）
- 崩壊:スターレイル（鏡流）

2024年
- 金色のガッシュベル!! 永遠の絆の仲間たち（コルル）
- グランブルーファンタジー リリンク（リリス）
- 機動戦士ガンダム アーセナルベース（ステラ・ルーシェ、アグネス・ギーベンラート）
- 聖剣伝説 VISIONS of MANA（マライア）

2025年
- ゼノブレイドクロス ディフィニティブエディション（エルマ）
- BLEACH Rebirth of Souls（砕蜂、チルッチ・サンダーウィッチ）

### ドラマCD
- 蒼き鋼のアルペジオ（コンゴウ[230]）
- あっちこっち（崎守咲）
- Apocripha/0（ロード＝クロサイト）
- アリソン（アリソン・ウィッティングトン）
- アルジェントソーマ 〜ザッツフューネラル〜（ハリエット・バーソロミュー）
- 委員長CD
- 犬夜叉 シリーズ（珊瑚）
  - 聴くドラマCD〜死を呼ぶ温泉しりとり〜（少年サンデー特製CD・応募者全員サービス）
  - 聴くドラマCD2〜竹取の翁は凶暴じゃった〜（少年サンデー特製CD・応募者全員サービス）
  - ドラマアルバム「犬夜叉 地獄で待ってた七人隊!」
  - ドラマアルバム2「犬夜叉 嵐と祭りの宝来島!」
  - ドラマアルバムスペシャル 「犬夜叉 紅と白の歌合戦!」 犬夜叉版・殺生丸版
  - 犬夜叉第559話「あさって」（ワイド版全巻予約特典）
- Weiß kreuz Wish A Dream collection III THE ORCHID under THE SUN 太陽の蘭（太陽）
- クラッシャーズ Knight&Ran シリーズ（本庄太陽）
- えむえむっ!（鬼瓦みちる）
- EREMENTAR GERAD コミック版（レン〈レヴェリー・メザーランス〉）
- Otasasa TV
- 快感フレーズ（雪村愛音）
- ドラマアルバム 快刀乱麻 -武者修行編-（小石川紗奈）
- 学園少女 夢からさめない
- カテゴリ：フリークス（吉野まひめ、やひろ）
- 彼女のカレラ（轟麗菜）
- KAMUI〜カムイ〜（春日藍花）
- 人形草紙あやつり左近 オリジナル・ドラマ・アルバムII「外伝 怨恋振袖業火地獄」（雨宮冬季）
- カレン坂高校 可憐放送部（南美星空）
- ガン×ソード 1・2巻（ウェンディ・ギャレット）
- 機動戦士ガンダムSEED DESTINY スーツCD 第7巻（ステラ・ルーシェ）
- キューカンバー×サンドイッチ（七海ユキ）
- キューティ天使（みこと）
- 銀河鉄道の夜（かほる）
- クリセニアン夢語り -エル・デオの眠れる王に-（リュキア）
- クリック&デッド NETWAYスイーパーズ（燐）
- 紅蓮の夢（リィ[231]）※茅田砂胡 全仕事1993-2013 特別版
- ドラマCD版 クロックタワーゴーストヘッド（翔）
- CLANNAD Vol.5 坂上智代（坂上智代）
  - CLANNAD 光見守る坂道で 第2、4巻（坂上智代）
- 絢爛舞踏祭 ザ・マーズ・デイブレイク（ベステモーナ・ローレン）
- 鋼鉄の都市と十三月の旅人 ダイヤモンド・スカイ（ディア）※小説初回限定版付属CD
- 恋するエクソシスト ドラマCD 〜やくそくのばしょ〜（古賀刻子）
- こころ（静）
- 秋桜の空に（桜橋涼香）
- 彩雲国物語 シリーズ（紅秀麗）
- サモンナイト2（アメル）
  - サモンナイト 〜界の狭間のゆりかご〜
  - サモンナイト 〜あの日のカケラ〜 前編・後編
- さんかれあ（メイド長・五月）
- 獣装機攻ダンクーガノヴァ ドラマCD（館華くらら）
- シューピアリア（シーラ）
- シャイニングウィンド シリーズ（ゼクティ・アイン）
- シャイニング・フォース イクサ ドラマCD（シリル）
- 少女ファイト（陣内笛子）※コミックス第5巻ドラマCD付き特装版
- 少年メイド（小宮千尋）※コミックス第6巻ドラマCD付き特装版[232]
- 白倉由美作品集ベストセレクションシリーズ
  - VOL.1 S-neryベスト盤『夢からさめない』
  - VOL.3 S-neryリーディングストーリー『東京星に、いこう』総集編
- 紳士同盟†（乙宮灰音）
- スクラップド・プリンセス ドラマCD版（パシフィカ・カスール）
- スターオーシャン セカンドストーリー 船上の受難者（シーマ）
- 聖痕のジョカ（フーギ）
- TVアニメーション「戦場のヴァルキュリア」ドラマCD 第一章（イサラ・ギュンター）
- ZOMBIE-LOAN シリーズ（紀多みちる）
- ワルモンMONMONパラダイスに。さん。（ジャッジ桑島、DJ）
- 金月真美 MOONLIGHT LIPS ラジオデイズに恋をしてⅦ　（桑島法子）
- 超人学園ゴウカイザー（エルフィ・エルフマン）
- テイルズ オブ シンフォニア ドラマCD 〜a long time ago〜 第2巻（プレセア・コンバティール）
- デルフィニア戦記（リィ〈グリンディエタ・ラーデン〉）
- 伝心 まもって守護月天! シリーズ（万難地天紀柳）
- 東京星に、いこう（ナツヲ、浅瀬勇魚、珊瑚、草薙森）
- 東京ラジオという名の丘
- true(純愛)stories
- ときめきメモリアル 彩のラブソング with you vol.1 - 5（美咲鈴音）
- どっきりドクター オリジナル・サウンドトラック
- とある魔術の禁書目録 アーカイブス1（ラクーシャ）
- 飛ぶ教室、その他の短編（勇魚）
- トランジスタ・ティーセット〜電気街路図〜（須田さいり）
- 夏だ! VIPだ!! CDだ!!! 第1弾……(仮)。（ランラン）
- ぬらりひょんの孫 音盤劇話抄（珱姫）
- 猫なカ・ン・ケ・イ ラジオドラマVol.1（坂本ちはる）
- 覇界王 〜ガオガイガー対ベターマン〜 side：ベターマン「number.EX 求-PROPOSE-」（2019年、チャンディー、ユーヤ[233]）
- アニメ「薄桜鬼」ドラマCD 〜星夜の想い〜（雪村千鶴）
  - アニメ「薄桜鬼」ドラマCD 〜改名秘帖録〜（雪村千鶴）
- バックグラウンドメッセージ 〜そんなすべてのあなたに〜
  - Vol.1 至福の眠りへの招待状
  - Vol.2 悦楽の目覚めへのすすめ
  - Vol.5 私だけの祝日
  - Vol.8 淡いあの日のひととき
- 花ざかりの君たちへ（芦屋瑞稀）
- はやて×ブレード Vol.2（浅倉みずち）
- 遙かなる時空の中でシリーズ（ラン〈森村蘭〉、平千歳、梶原朔、一ノ姫、シャニ）
- バンブーブレード ドラマCD 紅盤 / 白盤（宮崎都）  - 紅盤はキャラクターソング「ALL IN ALL」収録
- ひかりの素足（一郎、楢夫）
- ファンタシースターオンライン2（カトリ）
  - ドラマCD第3弾 ハルコタン見聞録
  - ドラマCD第4弾 シエラ'sリポート
- プラネット・ラダー〜惑う星のあなない〜
- PRETTY in WHITE
- プリンセスハーツ〜麗しの仮面夫婦の巻〜（アヴィセンナ）
- ブルーブレイカー 〜剣よりも微笑みを〜 Vol.2（ハミュン）
- VOICE FANTASY Vol.2 恋泥棒三姉妹
- 撲殺天使ドクロちゃん 原作版（草壁桜）
- ぼくたちと駐在さんの700日戦争 Part.1 - 3（加奈子〈美奈子〉）
- MARS（麻生キラ）
- 惑星のさみだれ（白道八宵）
- マクロスF 娘ドラ◎ ドラ1 - 4（松浦ナナセ、カナリア・ベルシュタイン）
- 魔法使いの娘（鈴の木初音）
- まるマシリーズ（アビゲイル・グレイブス）
- 皆口裕子のDear My Friends〜しゃべらせてみせましょう〜
- 宮沢賢治物語〜雨ニモマケズ〜
- ミルククラウン（立華乙冬）
- 無限のリヴァイアス ドラマCD 1 - 3巻（蓬仙あおい）
- 無職転生 〜異世界行ったら本気だす〜 転移迷宮編（エリナリーゼ[234]）
- 女神異聞録ペルソナ シリーズ（園村麻希）
- METAL GEAR SOLID ドラマCD（メイ・リン）
- メモリーサイト75（澄川みずき）
- 遊撃宇宙戦艦ナデシコ 第1 - 3巻
  - 遊撃宇宙戦艦ナデシコ イメージ・アルバム
- 夢さめ戦隊サナリー/フィール・フォー・ラヴ〜愛をさがして
  - 夢さめ戦隊ラジオ・イイナ
- 吉永さん家のガーゴイル（高原イヨ）
- ラーゼフォン サウンド・ドラマ （如月久遠）
- LOVELESS 原作版 第5巻（オサム）
- Love Letter vol.1
- ランブルフィッシュ（由良まりあ）
- 烈風の騎士姫（ヴィヴィアン・ド・ジェーヴル）
- 恋愛カタログ（花本種）
- YRAラジオヤマト Vol.1（森雪）

### カセットブック
- アニメイトカセットコレクション 機動戦艦ナデシコ 「ナデシコ対ゲキ・ガンガー対宇宙人」……って、オイ!?（ミスマル・ユリカ）
- アニメイトカセットコレクション 機動戦艦ナデシコ 2 ナデシコ・ばらえてい（仮題）（ミスマル・ユリカ）
- アニメイトボイスカセット 機動戦艦ナデシコ　ナデシコクルー編（ユリカ）

### ラジオドラマ
- 青山二丁目劇場
- NHK-FMラジオドラマ 青春アドベンチャー『イカロスの誕生日』（自在はるか）
- マビノギボイスドラマ（ロナ）（電撃オンライン）
- エンダーのゲーム（アーライ[235]）
- 花の慶次（利沙）

### 吹き替え

#### 担当女優
ローズ・バーン
- X-MENシリーズ（モイラ・マクタガート）
  - X-MEN:ファースト・ジェネレーション
  - X-MEN:アポカリプス

- ピーターラビット（ビア）※機内版

#### 映画
- アパートメント（アリソン〈ショーンタル・ルイス〉）
- アメリカン・パイ in バンド合宿（エリス〈アリエル・ケベル〉）
- ICHIGEKI 一撃（イレーナ〈アイダ・ノヴァクスカ〉）
- ヴァージン・スーサイズ（セシリア・リスボン〈ハンナ・ホール〉）
- エンダーのゲーム（アーライ〈スラージ・パーサ〉）
- カラー・オブ・ハート（マーガレット）
- 過激GIRLS★GIRLS（レーナ〈カロリーネ・ヘルフルト〉）
- クロオビ・キッズ/メガ・マウンテン奪回作戦（アマンダ・モーガン＝グリーン）
- 9か月（シャノン・ドワイアー〈アシュレー・ジョンソン〉）
- サイボーグでも大丈夫（ヨングン〈イム・スジョン〉）
- Gガール 破壊的な彼女（ハンナ・ルイス〈アンナ・ファリス〉）
- シークレット・ガーデン（イム・アヨン〈ユ・インナ〉）
- シャレード（ジャン＝ルイ）※DVD版
- スパイキッズ3-D:ゲームオーバー（ディミトラ〈コートニー・ジャインズ〉）
- ダウト〜あるカトリック学校で〜（シスター・ジェイムズ〈エイミー・アダムス〉）
- ダニエル/悪魔の赤ちゃん（レノア〈ビジュー・フィリップス〉）
- 鉄ワン・アンダードッグ（ポリー〈声：エイミー・アダムス〉）
- 天使の肉体（セシル〈ヴィルジニー・ルドワイヤン〉）
- パーフェクト・デート（シェルビー・ペース〈カミラ・メンデス〉）
- パイレーツ・オブ・カリビアン/生命の泉（人魚シレーナ〈アストリッド・ベルジュ＝フリスベ〉）
- バトル・オブ・ザ・セクシーズ（マリリン・バーネット〈アンドレア・ライズブロー〉）
- ビタースウィート（ステフィ〈カロリーネ・ヘルフルト〉）
- プセの冒険 真紅の魔法靴（ローズ）
- フライボーイズ（ルシエンヌ〈ジェニファー・デッカー〉）
- ブラッドチェイス（キム〈レクサ・ドイグ〉）
- ベイブ/都会へ行く（イージー）※テレビ版
- ホーム・アローン（ソンドラ・マカリスター〈ダイアナ・キャンピーヌ〉）※テレビ朝日版（日本語吹替完全版Blu-rayBOX収録）
- ホーム・アローン2（ソンドラ・マカリスター〈ダイアナ・キャンピーヌ〉）※テレビ朝日版
- ワイルド・ガール（ポピー・ムーア〈エマ・ロバーツ〉）

#### ドラマ
- I LOVE オリバー（ボニー）
- インベーダー（カイル）
- NCIS 〜ネイビー犯罪捜査班 シーズン7 #21
- コウラン伝 始皇帝の母（殷小春〈ジアン・ズーシン〉[237]）
- ごめん、愛してる（ソン・ウンチェ〈イム・スジョン〉）
- サム&キャット（エリー）
- CSI:科学捜査班（シーズン11 #21 -）（モーガン・ブロディ〈エリザベス・ハーノイス〉）
- シークレット・ガーデン（イム・アヨン〈ユ・インナ〉）
- ジーニアス:世紀の天才 アインシュタイン（ミレヴァ・マリッチ〈サマンサ・コリー〉[238]）
- ジーニアス:ピカソ（ドラ・マール〈サマンサ・コリー〉）
- トキメキ☆成均館スキャンダル（キム・ユニ〈パク・ミニョン〉）
- どこかでなにかがミステリー（レベッカ）
- パワーレンジャー SUPER SAMURAI（ローレン・シバ / 新レッドレンジャー〈キンバリー・クロスマン〉）
- ベートーベン・ウィルス（トゥ・ルミ〈イ・ジア〉）
- ボーイ・ミーツ・ワールド
- ミステリー・グースバンプス（タバサ）
- ミズ・マーベル（アイシャ）
- 愉快なシーバー家（ローリー）
- 私も花!（チャ・ボンソン〈イ・ジア〉）
- スーパーナチュラル シーズン13（ペイシェンス〈クラーク・バック〉）
- ロング・ナイト 沈黙的真相（ジャン・シアオチエン〈ホアン・ヤオ〉[239]）
- ARMORED SAURUS アーマードサウルス（レシアス〈ユ・ダムヒ〉[240]）

#### アニメ
- アルビンとチップマンクス（2002年、サイモン）※WOWOW版
- スター・ウォーズ ドロイドの大冒険（2005年、コビー）※DVD版
- ウィッチ -W.I.T.C.H.-（2005年、ウィル・ヴァンドム）
- アンデルセン・ストーリーズ（2007年、ゲルダ）
- エバー・アフター・ハイ（2015年、アップル・ホワイト）
- へそまがり昔話（2018年、赤ずきん）
- LEGO ピクサー:ブリックトゥーンズ #3（2024年、ヴァイオレット・パー）

#### 人形劇
- きかんしゃトーマス 魔法の線路（リリー）

### デジタルコミック
- VOMIC『悪魔とラブソング』（2008年、可愛マリア）
- 「フルーツバスケット」音声入りまんがDVD〜旅立ちの日、再び〜（2012年、草摩依鈴） - 『花とゆめ』24号応募者全員サービス
- キメラプロジェクト:ゼロ（2022年、木村紗栄子[241]）

### 特撮
- 魔進戦隊キラメイジャー（2020年 - 2021年、マバユイネの声[242]） - 2作品[一覧 39]

### ラジオ
- アニガメパラダイス
- GIRLS BEのなにかとポヨポヨ
- CLUB db
- CLUB db 2007
- 桑鈴ラジオZOMBIE-LOAN
- 波乗り!アニメジャーナル
- 薔薇のマリアサンランド無統治王国王立放送局（マリアローズ）
- マダラプロジェクトアワー
- 彩雲国物語〜双剣の舞〜（ゲストからレギュラーへ昇格）
- 桑島法子のSay!You Young（超!A&G+：2010年4月15日）
- HouKo ChroniCle（フライングドッグ特設サイト：2015年10月7日 - 10月28日）[243]

### DVD
- CLUB db journey
- CLUB db でじたる
- 桑島法子のイーハトーヴ朗読紀行〜宮沢賢治「銀河鉄道の夜」「春と修羅」〜
- 銀河鉄道の夜（プラネタリウム用映像作品をビデオ化）

### 書籍
- YURICA―機動戦艦ナデシコ文庫写真集
- 桑島法子フォト&エッセイ〜Another Frame〜

### イベント
- 青二塾東京校第15期生 卒業公演（1995年3月3日 - 4日、吉祥寺・前進座劇場）
  - 創作日本舞踊「明日への羽ばたき」
  - 音楽劇「音楽絵本 ちっちゃいけれど一人前（マザーグースより）」
  - 創作劇「魔性戦域・源平宇宙の陣Ⅳ 昨日の友は今日の敵」
- 「S-neryのジョカラジ」公開録音（1996年8月31日、TBS第1スタジオ）
- 東京大学駒場祭「声優特集」（1996年11月24日、東京大学）
- 「X'MAS Special 草尾毅 With Pretty in White」（1996年12月24日、九段会館）
- 機動戦艦ナデシコCD発売記念イベント「握手＆サイン会」（1997年1月15日、アニメイト姫路）
- 「VOICE COMMUNICATION」（1997年2月16日、栄町ビル）
- GIRLS BE デビューイベント「はじめましてGIRLS BE」（1997年3月2日、サンシャインシティ）
- 「アニメトライアルシアター」公開録音（1997年3月5日、ナムコ・ワンダーエッグ2）
- ニッポン放送 ゲルゲットショッキングセンター「ゲルゲフリーマーケット」（1997年3月30日、新宿アルタ）
- 東京ゲームショウ'97春「イイナ・制作発表会」（1997年4月4日、東京ビッグサイト）
- 東京ゲームショウ'97春「イイナ・フェスティバル」（1997年4月6日、東京ビッグサイト）
- FM青森開局記念&ナデシコLD発売記念イベント「機動戦艦ナデシコ 桑島法子&菊池志穂 トーク&ライブ」（1997年6月8日、平賀町文化センター）
- GIRLS BE マキシシングル発売記念イベント「逢いにおいでよ GIRLS BE」（1997年6月29日、石丸ソフトワン / 1997年7月6日、大阪・阿倍野ベルタ阿倍野市民学習センター）
- 「ボイスアニメージュGIRLS BEサイン会」（1997年8月1日、ブックデポ書楽）
- タッくん感謝祭 '97夏（1997年8月2日、日産銀座ギャラリー）
- コナミ クラブdbキャラバン '97夏（1997年8月3日、エル・シアター）
- ニッポン放送 「マル金チャレンジランド夏休みSP」公開生放送（1997年8月11日、ニッポン放送・球体展望室）
- GIRLS BE「人気声優フェスティバル」（1997年8月14日、東映太秦映画村）
- コナミ クラブdbキャラバン '97夏（1997年8月17日、杉並公会堂）
- 麻宮騎亜×キクチミチタカ イラストレーションギャラリー 1997 電脳の市（1997年8月21日、浅草アサヒスクエアA）
- 東京ゲームショウ'97秋「波乗り！アニメジャーナル」公開録音（1997年9月7日、幕張メッセ）
- 東京ゲームショウ'97秋 「快刀乱麻トークショー」（1997年9月7日、幕張メッセ）
- OVAゲキガンガー3完成記念イベント「ゲキ祭」（1998年1月24日、杉並公会堂）
- 東京ゲームショウ'98春「フレンズ」（1998年3月20日・21日、幕張メッセ）
- 東京ゲームショウ'98春「CLUB db」公開録音（1998年3月21日、幕張メッセ）
- アニメーションフィルムフェスティバル'98（1998年5月4日、御堂会館）
- 「渋谷でチュッ！」公開録画（1998年6月17日、渋谷公園通り劇場）
- 「劇場版機動戦艦ナデシコ」&「スレイヤーズごうじゃす」熱血大感謝祭（1998年6月20日・21日、名古屋市公会堂 / 1998年7月5日、大阪市中央公会堂）
- 機動戦艦ナデシコ文庫写真集「YURICA」桑島法子サイン会（1998年7月28日、星野書店 近鉄パッセ店・ビブロス新百合ヶ丘店）
- KADOKAWA真夏の学園祭 '98「劇場版機動戦艦ナデシコ」公開記念イベント「東京キャラクターショー1998」（1998年8月3日、東京ビッグサイト）
- 青二ミュージアム開設テープカット（1998年8月5日、青二プロダクション神楽坂オフィス）
- 「スレイヤーズごうじゃす」＆「劇場版機動戦艦ナデシコ」舞台挨拶（1998年8月8日、丸の内東映 / 1998年8月31日、新宿東映パラス2、池袋シネマサンシャイン、新宿バルト9）
- ワンダーフェスティバル'98夏「Dancing Brade かってに桃天使！」完成イベント「ワンダーフェスティバル'98夏」（1998年8月9日、東京ビッグサイト）
- アニメディアブランコ　桑島法子トークライブ「Dancing Brade かってに桃天使！」（1998年9月6日、アニメディアブランコ）
- 「マスターキートン」先行試写会（1998年9月26日、九段会館）
- 東京ゲームショウ'98秋「CLUB-db 秋の桑島すぺしゃる in 東京ゲームショウ」公開録音（1998年10月10日、幕張メッセ）
- 東京ゲームショウ'98秋「イイナスペシャルイベント」（1998年10月11日、幕張メッセ）
- 東京ゲームショウ'98秋「フレンズ」（1998年10月11日、NECインターチャネルブース）
- 桑島法子トークイベント「桑島法子Q-LIVE」（1998年11月8日、青山・青二ミュージアム）
- 「桑島法子・大野まりなトークショウ in 調布祭」（1998年11月23日、電気通信大学学園祭調布・電気通信大学）
- 「声優グランプリ Digital Photo Album 桑島法子」発売記念イベント（1998年12月5日、ヤマギワソフト館 / 1998年12月13日、東別院ホール）
- ニッポン放送アニガメパラダイス「アニメ紅白歌合戦1998」（1998年12月29日、東京国際フォーラム）
- アイドル&アニメ「カードフェスティバル'99」神風怪盗ジャンヌ放送開始記念イベント（1999年2月6日、東京ビッグサイト）
- 第3回 アニラジフェスティバル「大紀ともゆのここは大江戸神楽坂」公開録音（1999年3月28日、世田谷区民会館）
- 人気声優フェスティバル「マチリン・法子の京都どすえ〜放送局」（1999年4月4日、東映太秦映画村）
- KSSグループ・ファン感謝デー（1999年9月23日、ゆうぽうと）
- 青二プロダクション30周年記念公演「Voice Festival to 2000」（1999年10月2日・3日〈1日2公演・計4公演〉、中野サンプラザ）
- 快刀乱麻OVA発売記念イベント（1999年10月10日、千里協栄生命ホール）
- 第18回TV研フェスティバル「桑島法子トーク&ライブ」（1999年10月31日、山口大学）
- ブルージェンダー発売記念上映会&桑島法子トークイベント（1999年12月12日、T・Bホール）
- 「NECインターチャネルファン感謝デースペシャルライブ&トークショー」「フレンズ」（2000年2月26日、東京国際フォーラム）
- 「エモーション ファン感謝祭 IN イシマル2000」（2000年3月24日、石丸電気ソフトワン）
- アニメイト阿倍野ベルタオープン10周年記念「第2回エモーションファン感謝祭」in大阪（2000年3月26日、T・Bホール）
- 「CLUB-db」放送150回記念公開録音（2000年4月16日、スタジオSOLA〈都庁第一本庁舎北展望室内〉
- 東京キャラクターショー2000 ニュータイプ「BOMB!BOMB!VOICEスペシャルパート2」（2000年7月22日、幕張メッセ）
- 「CLUB db」公開録音（2000年8月5日、高槻現代劇場）
- DREAM VOICE 2000第1回声優コンテスト（2000年8月27日、日本青年館）
- Machiko Toyoshima Happy Birthday Live（2000年12月28日、CLUB251）
- 「桑島法子 CLUB-db オフ会？ in 山形」（2003年1月19日、浜田広介記念館）
- 桑島法子20th Anniversary Live〜Utau夜〜（2015年12月12日、品川インターシティホール）
- 豊嶋真千子25周年記念大感謝祭「にゃんこフェスティバル」（2021年6月27日、新横浜NEW SIDE BEACH!!）

### 朗読
- 青二プロダクション設立30周年イベント「火の鳥」（2000年）
- 桑島法子 朗読夜 〜ROMANTIK〜（2001年8月19日、藤沢市湘南台文化センターベース）
- 桑島法子 朗読夜 〜冬囲〜ぱ・る・る（2020年2月24日、プラザ千葉）
- 桑島法子 朗読夜の旅 2002（2020年7月21日、府中の森芸術劇場 / 2020年8月4日、ふれあいプラザさかえ / 2020年8月11日、MIDセンター）[244]
- 桑島法子 朗読夜　Planetarium Special（2020年8月25日・9月1日、東急まちだスターホール）[245]
- 桑島法子 朗読夜 〜たまて箱〜（2002年12月22日、所沢市民文化センター ミューズ）[246]
- 桑島法子 朗読夜 コラージュ〜夏〜（2004年8月29日、横浜赤レンガ倉庫1号館）[247]
- 桑島法子 朗読夜 2006新春 〜Hatsuyume 童話〜（2006年1月2日、横浜BLITZ）[248]
- 桑島法子 〜hitori gadari☆〜（2006年7月29日、30日、紀尾井小ホール）[249]
- 青山二丁目劇場Voice Fair 2007 朗読劇「天切り松 闇がたり」（2007年9月29日・30日、内幸町ホール） - 静子 役
- 桑島法子 一人語り 〜SORA TO KAZE〜（2007年9月15日・16日、熊谷文化創造館 さくらめいと）[250]
- 朗読夜の旅「ありがとがんす!!ツアー」“totteoki”イベント（2008年9月13日、ホテルニューヴェール北上）
- 桑島法子 朗読夜 ふるさと公演 "totteoki"（2008年9月14日、奥州市文化会館）[251]
- 桑島法子 朗読夜 鬼神の宴〜キシンノエン〜（2009年1月17日・18日、梅若能楽学院会館）[252]
- くわしまほうこのろうどくや（2009年8月19日・9月9日、ラパン・エ・アロ）[253]
- 青二プロダクション設立40周年イベント 朗読劇「サイボーグ009」（2010年） - 003 役
- 10th Anniversary「桑島法子 朗読夜 〜春〜2011」（2011年3月13日→東北地方太平洋沖地震〈東日本大震災〉の影響により延期[254]→2011年8月20日、花巻市文化会館）[255]
- 青山二丁目劇場Voice Fair 2011 朗読劇「グスコーブドリの伝記」（2011年11月19日、千代田区立内幸町ホール） - グスコーブドリ 役
- 桑島法子 朗読夜 〜cobaco.12〜（2012年12月9日・11日・12日、ティアラこうとう）[256]
- 〜宮沢賢治没後80年〜 桑島法子 朗読夜 〜nocturne〜 銀河鉄道の夜（2013年9月21日、岩手県民会館 / 2013年10月5日、飯能市市民会館 / 2014年2月7日・8日、日本橋公会堂 / 2014年4月19日、伊勢崎市文化会館）[257][258][259][260]
- 「第84回かすがい芸術劇場」桑島法子 朗読夜〜hitorigatari〜（2014年10月12日、文化フォーラム春日井）[261]
- 桑島法子 朗読夜 〜nocturne〜 銀河鉄道の夜（2017年11月19日、堺市立栂文化会館）[262]
- 『名探偵の継承』〜乱歩とポー〜 朗読劇「黒蜥蜴」（2023年1月18日 - 22日〈予定〉、シアターミクサ） - （シャッフルキャスト）[263]

### その他コンテンツ
- 大空魔竜ガイキングNEO（2004年、ダイヤ[264]）
- 角川書店 Newtype（ラジオCMナレーション）
- 月刊ホビージャパン（2004年10月号付録の「HOW TO BUILD SWORD CALAMITY DVD」にてナレーターを担当）
- 『機動戦士ガンダムSEED DESTINY』で自らの演ずるステラ・ルーシェの主題歌「深海の孤独」を挿入歌として収録（サントラに収録されている）
- 『Z.O.E Dolores, i』で自らの演ずるドロレスが歌う子守唄「ドロレスの子守唄」を挿入歌として収録（サントラに収録されている）
- プラネタリウム上映用全天周CG映像作品『銀河鉄道の夜』（KAGAYAスタジオ制作 2006年）のナレーション
- プラネタリウム配給番組『おじゃる丸 いん石小僧がふってきた!』（いん石小僧）
- プラネタリウム配給番組『キラキラ森のなかまたち 〜まほうのモーフくん〜』（コロタン〈くま〉）
- NHKスペシャル（2006年）：NA
- 番組名不明（2007年12月22日）：NA　岡山放送
- NHK第1、FM「ここはふるさと旅するラジオ 岩手編」（2008年7月1日、金ヶ崎町役場より）
- 世界を変えるテレビ（声の出演）
- 世界の衝撃ストーリー（声の出演）
- 美声時計（2010年、アプリ）
- ハートキャッチプリキュア! ミュージカルショー（2010年、明堂院いつき / キュアサンシャイン）
- CM GUNDAM VERSUS ドム編（2017年、声の出演[265]）
- マビノギ ロナとパンのファンタジーライフ（ロナ）
- 劇団ヘロヘロQカムパニー第16回公演「SYU-RA 煉 生キルカ死ヌカ」吉祥寺前進座劇場（2006年11月22日 - 26日、全7公演、おまり 役）
- 声優×怪談 第1夜「赤の怪談」（2019年8月14日）・第2夜「黒の怪談」（2019年8月15日）[266]
- 『メイドなら当然です。濡れ衣を着せられた万能メイドさんは旅に出ることにしました』第1巻発売記念CM＆オーディオドラマ（2022年、エミリ）[267]

## ディスコグラフィ

### シングル
| 枚  | 発売日         | タイトル  | 規格品番  | 最高位 |
| --- | -------------- | --------- | --------- | ------ |
| 1st | 1996年10月23日 | 私らしく  | KIDA-137  | 9位    |
| 2nd | 1998年8月7日   | Believe   | KIDA-7644 |        |
| 3rd | 1999年11月10日 | 解き放て! | TYDY-2127 |        |

### アルバム

#### オリジナル・アルバム
| 枚  | 発売日         | タイトル             | 規格品番   | 最高位 |
| --- | -------------- | -------------------- | ---------- | ------ |
| 1st | 2001年12月12日 | Flores〜死者への花束 | VICL-60815 |        |

#### 企画ベスト・アルバム
| 枚  | 発売日         | タイトル                         | 規格品番   | 規格品番     | 最高位 |
| 枚  | 発売日         | タイトル                         | 初回限定盤 | 通常盤       | 最高位 |
| --- | -------------- | -------------------------------- | ---------- | ------------ | ------ |
| 1st | 2000年7月26日  | realigi キャラクターソングベスト | -          |              |        |
| 2nd | 2002年4月3日   | Db/songbook feat.桑島法子        | -          |              |        |
| 3rd | 2003年9月26日  | キャラクターソングBEST en route  | -          |              |        |
| 4th | 2005年12月16日 | 純色brilliant                    | -          | VICL-61995   | 125位  |
| 5th | 2015年10月21日 | HouKo ChroniCle                  | VTZL-104   | VTCL-60413/5 | 31位   |

### キャラクターソング
時期不明
- 雷弩機兵ガイブレイブのテーマ
- 帰ってきたケロッ!とマーチの収録曲（メールのうた）
- SWEET MELODY〜GIRLS SOUND COLLECTION〜Vol.2

1997年
- さよならは言わない BOYS BE… オリジナル・サウンドトラック（GIRLS BE<桑島法子×豊嶋真千子>、2月21日）
- 真夜中においでよ（GIRLS BE、6月22日）
- フレンチ大作戦（GIRLS BE、8月21日）

2002年
- あずまんが大王 キャラクターCD Vol.5 神楽
  - 「Lazy Crazy ボンクラーズ」（ボンクラーズ<滝野智、神楽、春日歩>、7月24日）

2004年
- 遥か、君のもとへ…（12月30日）

2008年
- Sound Horizon 6th Story CD「Moira」

2012年
- シャイニング・ブレイド キャラクターソングアルバム
  - 「紫月の葬送詩」（ローゼリンデ）
  - 「金色に煌く鎮魂歌」（ローゼリンデ）
  - 「輝く旗のもとに」（アルティナ、エルミナ、ミスティ、トウカ、ローゼリンデ）

2016年
- ファンタシースターオンライン2 キャラクターソングCD 〜Song Festival〜III
  - 「豪華絢爛ラビアンローズ」（カトリ）

2021年
- シャンティア〜しあわせのくに〜（10月20日）
  - シャンティア〜しあわせのくに〜 エンディング主題歌Ver.（キュアサマー、キュアコーラル、キュアパパイア、キュアフラミンゴ、キュアラメール、キュアブロッサム、キュアマリン、キュアサンシャイン、キュアムーンライト）

2024年
- プリンセスコネクト！Re:Dive PRICONNE CHARACTER SONG 39（「Prayer」エリス（桑島法子）、ユイ（種田梨沙）、5月29日）

### リーディングストーリー
- 夢から、さめない（勇魚）
  - 主題歌「光の中でつかまえて」（歌：S-nery）
  - 挿入歌「Radio Kiss」
- 東京星に行こう（珊瑚）
  - 挿入歌「片思いの人魚-珊瑚のテーマ-」
- 飛ぶ教室、その他の短編
  - 「飛ぶ教室」
  - 「オーギーの最後の夏」
- イイナ（硝子坂イイナ）
- いなり、こんこん、恋いろは。
  - 挿入歌「誰よりも大切な人へ」（宇迦之御魂神）

### 映像作品
- First&Last Documentary（GIRLS BE〈桑島法子×豊嶋真千子〉、VHS 1998年8月28日発売）